# 蔡英文政権
蔡英文政権（さいえいぶんせいけん、繁: 蔡英文政府）とは、民主進歩党の蔡英文が第7代総統として率い、2016年5月20日から2024年5月20日まで2期8年続いた中華民国（台湾）の政権。
2016年の総統選挙で689万票を獲得して民主化以降三度目となる政権交代を実現、同時に行われた立法委員選挙でも民主進歩党が過半数を獲得し、初めて多数派与党となった。2020年の総統選挙では817万票を獲得して再選され、立法委員選挙でも過半数を維持した。
副総統には1期目に陳建仁、2期目に頼清徳が指名され、行政院長（首相）は林全、頼清徳、蘇貞昌、陳建仁の4人が歴任した。なお、頼清徳は行政院長退任後に副総統に就任、陳建仁は副総統退任後に行政院長に就任している。
蔡英文は中華民国初の女性元首であり、初の台湾原住民の血統を持つ総統でもある。また、李登輝に次いで二人目の台湾客家の血統を持つ総統である。原住民の祖母、客家の父、そして河洛人の母と、歴代総統で最も多元的な出自を持つ。
党主席を最も長い期間務め、過去に総統選挙で一度落選して二度目の再挑戦で総統に当選した初の人物でもある。
蔡英文政権下では数々の記録が樹立された。蔡英文は東アジアで初の世襲でない女性国家元首であり、2020年には同地域で初の再選された女性国家元首となった。
2020年の選挙で獲得した得票数817万票は民主化以来の過去最多記録であり、2回の直接選挙で獲得した得票数の合計及び得票率の平均ともに過去最高である。
政権の評価は国内外問わず高く、政権に対する世論調査で任期の半分以上の期間において支持多数を維持し続け、支持率50%以上を得ながら任期満了した台湾史上初かつ唯一の政権である。
また、後任の総統を決める2024年総統選挙でも、蔡英文路線の継承を掲げた後継者の頼清徳が当選し、民主化以来初めて3期連続で同じ政党が政権を担った。
これらの記録は「蔡英文の壁（蔡英文障礙）」と呼ばれ、後任の総統にとって高い壁となることが予測されている。

## 政権人事

### 副総統

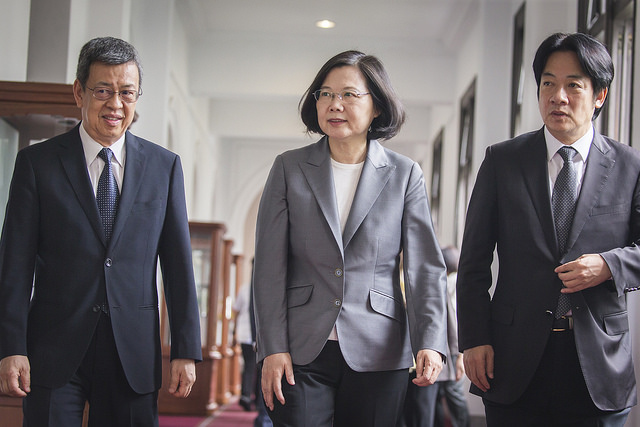
蔡英文総統と任期内の副総統陳建仁と頼清徳

| 代 | 写真 | 氏名   | 在任期間      | 在任期間      | 政党       | 脚注                         |
| 代 | 写真 | 氏名   | 就任日        | 退任日        | 政党       | 脚注                         |
| -- | ---- | ------ | ------------- | ------------- | ---------- | ---------------------------- |
| 11 |      | 陳建仁 | 2016年5月20日 | 2020年5月20日 | 無所属     | 史上初の無所属。             |
| 12 |      | 頼清徳 | 2020年5月20日 | 2024年5月20日 | 民主進歩党 | 2024年総統選挙で総統に当選。 |

### 行政院長

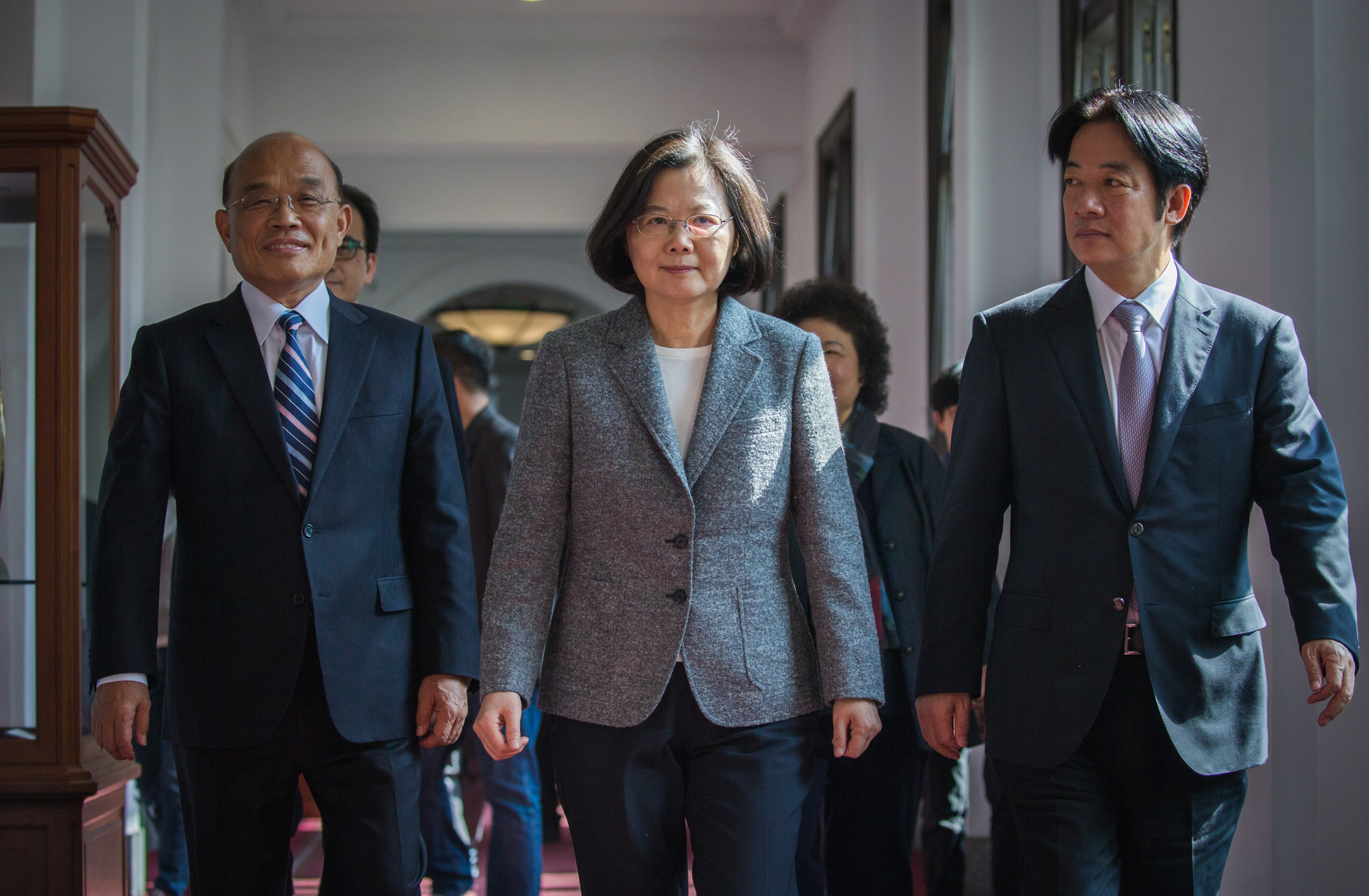
蔡英文総統と行政院長交代発表時の蘇貞昌と頼清徳

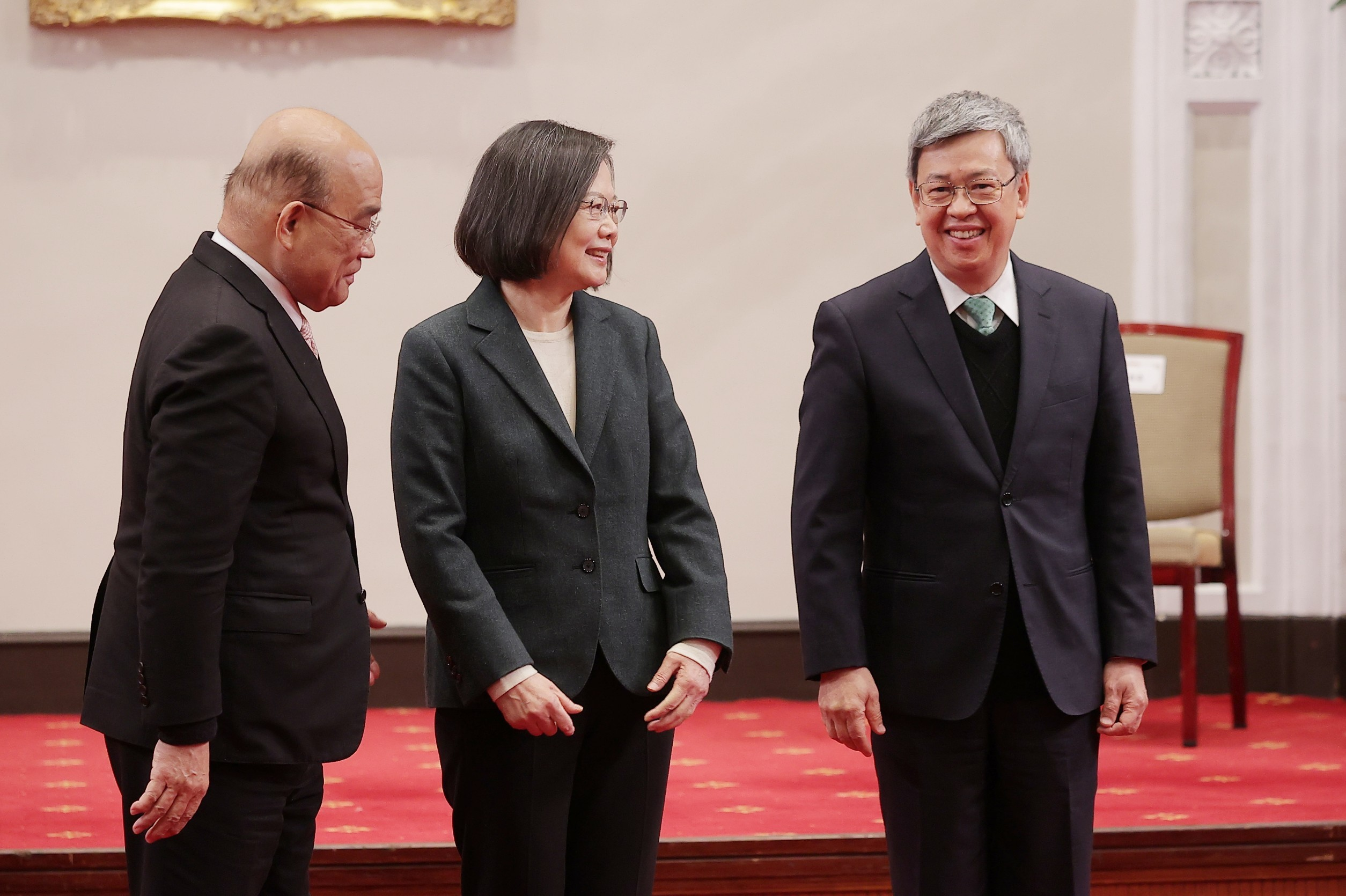
蔡英文総統と行政院長交代発表時の蘇貞昌と陳建仁

| 代 | 写真 | 氏名   | 在任期間      | 在任期間      | 政党       | 脚注                                   |
| 代 | 写真 | 氏名   | 就任日        | 退任日        | 政党       | 脚注                                   |
| -- | ---- | ------ | ------------- | ------------- | ---------- | -------------------------------------- |
| 28 |      | 林全   | 2016年5月20日 | 2017年9月8日  | 無所属     | 史上二人目の無所属。                   |
| 29 |      | 頼清徳 | 2017年9月8日  | 2019年1月14日 | 民主進歩党 | 2018年統一地方選挙での敗北を受け辞職。 |
| 30 |      | 蘇貞昌 | 2019年1月14日 | 2023年1月31日 | 民主進歩党 | 2022年統一地方選挙での敗北を受け辞職。 |
| 31 |      | 陳建仁 | 2023年1月31日 | 2024年5月20日 | 民主進歩党 | 憲法慣例により総統とともに退任。       |

## 内政

### ジェンダー政策

#### 同性結婚
2016年、立法委員である民進党の尤美女、国民党の許毓仁らが、民法第972条の「婚約は男女当事者が自ら定めるものとする」という文言を「婚約は双方当事者が自ら定めるものとする」へと改正する法案を提出した。この改正案は超党派による連名で提出され可決されたが、委員会審査の進め方を巡って与野党が紛糾、一部の反対派議員が公聴会の開催を要求したうえに、反対派市民による座り込みデモが発生したことで、法案の審議は大幅に遅れることとなった。

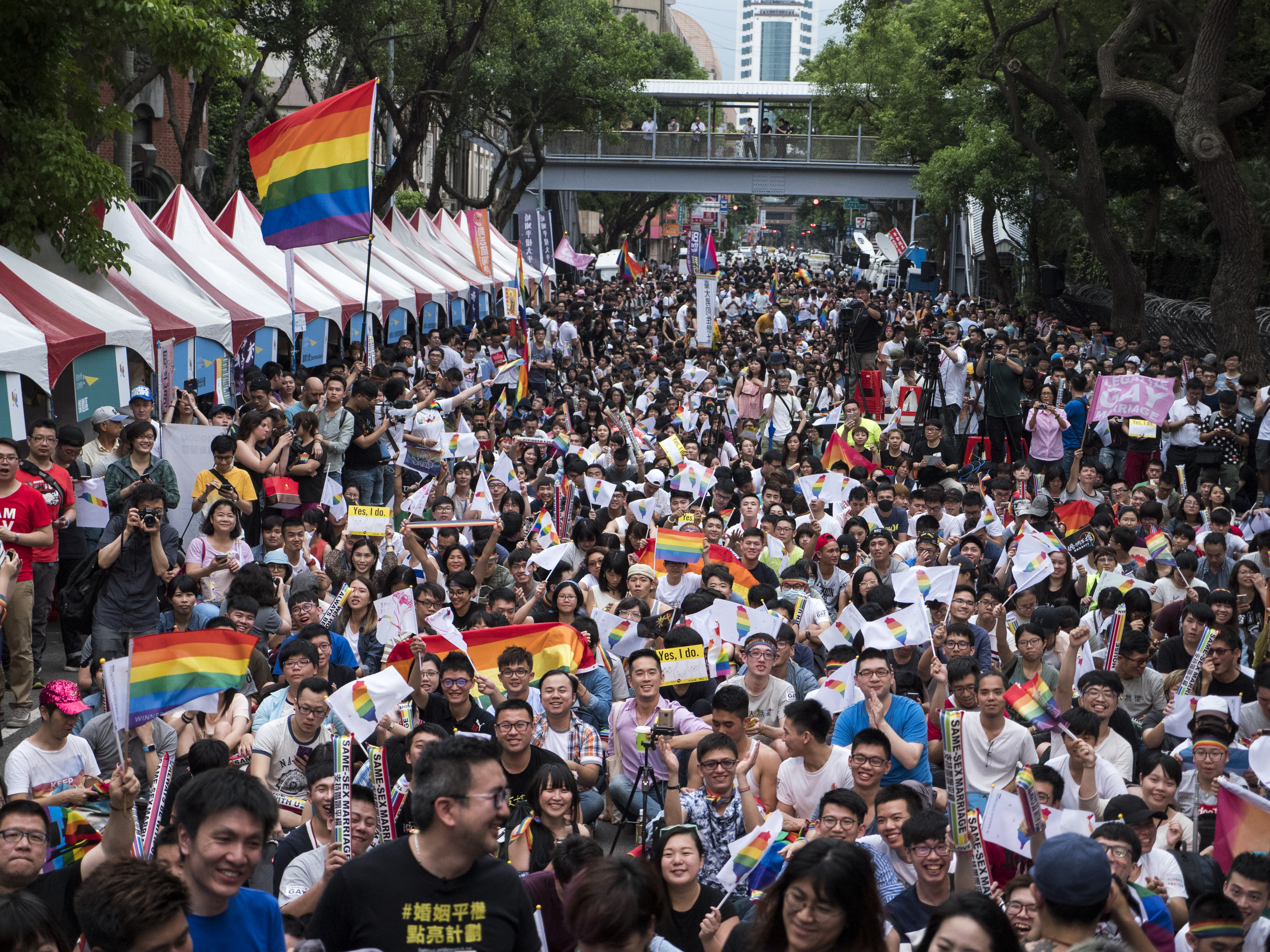
2017年5月24日、司法院の外で行われたイベント

2017年5月24日、憲法裁判所にあたる司法院の大法官は「司法院釈字第748号」を発表し、民法が同性婚を認めていないことは憲法に違反していると判断し、2年以内に関連する法律を整備するよう立法院に命じた。同性婚に反対する団体はこの憲法解釈を覆そうと国民投票を試みたが、国民投票であっても違憲判決を否定することはできないため、中央選挙委員会による指示を経て「同性婚に賛成するか」から「同性婚を保証するための民法改正に賛成するか」という文言に修正された国民投票案が提出された。2018年11月24日の投票の結果、投票案が否決されたため、特別法制定による同性婚合法化が決定した。
2019年2月20日、行政院はこの国民投票結果に基づき、「司法院釈字第748号解釈施行法」の草案を発表、翌日に立法院に提出された。
同年5月17日、三読会で採決が行われた。与党・民進党は党として賛成の姿勢、野党・国民党は党として反対の姿勢で採決に臨んだが、両党からそれぞれ造反議員が生じた。民進党の13人が投票を棄権、1人が反対、国民党の7人が賛成、4人が棄権に回り、賛成66票、反対27票で成立した。
同年5月24日、蔡英文総統の公布により施行された。これにより、中華民国はアジアで初、世界で27番目に同性結婚を合法化した国となった。
ただし同性婚が認められるのは、台湾籍同士のカップル、もしくは同性婚が法的に認められている26か国の外国籍とのカップルに限られており、それ以外の外国籍と台湾籍カップルが婚姻届を提出しても、戸政事務所は受理を拒否していた。
しかし2022年、内政部は全ての外国籍（中華人民共和国は含まれない）と台湾籍カップルの婚姻届を受理するよう関係機関に通知した。

#### 性別平等
2016年立法委員選挙では、定数113議席中女性当選者は43人で38.05%と過去最高となった。2020年立法委員選挙では、女性当選者は47人で41.59%と再び過去最高を更新し、全世界の国会の男女比率均等ランキングで第15位となった。なお、2022年に台中市第二選挙区の補欠選挙で林静儀が当選したことで、女性は48人で42.48%となった。
2018年統一地方選挙では、22県市中女性首長は7人で31.82%と過去最高となった、2022年統一地方選挙では、女性首長は10人で45.45%と再び過去最高を更新した。また、直轄市議会議員は39.79%、県市議会議員は36.02%、郷鎮市区民代表は26.15%と、それぞれ過去最高を更新した。
2016年10月1日、トランスジェンダーを公表しているプログラマの唐鳳が林全内閣に政務委員として入閣した。35歳での閣僚就任は史上最年少であるうえ、世界で初めてトランスジェンダーを公表している人物が入閣した事例となった。
2022年8月27日、新設された数位発展部の部長に唐鳳が任命された。

### 人権政策

#### 原住民

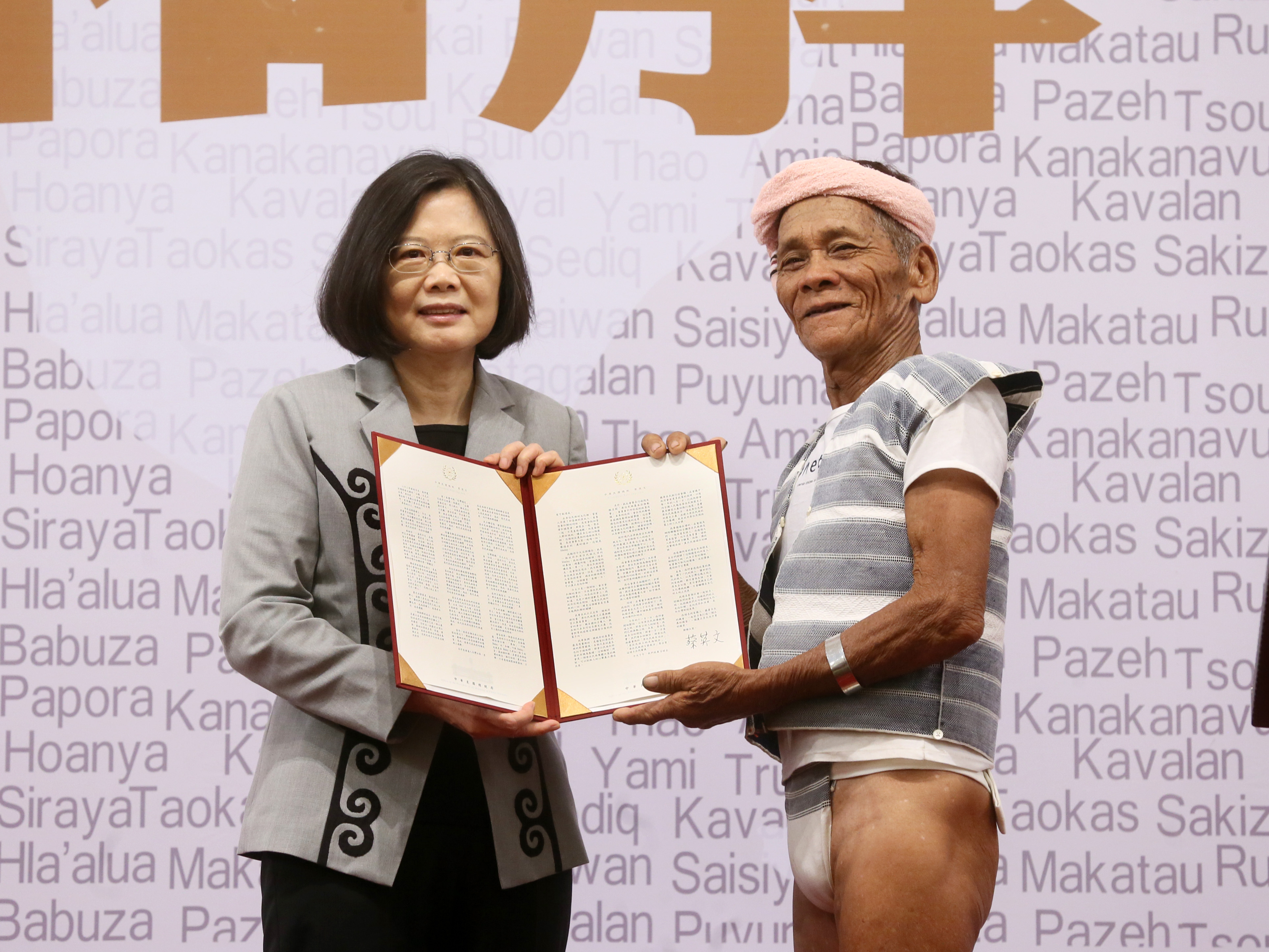
2016年8月1日、蔡英文とタオ族の代表

2016年8月1日、蔡英文は、過去400年にわたって行われてきた台湾原住民への抑圧について、中華民国総統として政府を代表し、初めて公式に謝罪した。同時に、「原住民族転型正義」プロジェクトの開始と、「総統府原住民族歴史正義・転型正義委員会」の設立を発表し、被害者の名誉回復や補償や過去の人権侵害に関する歴史的真実の解明、差別的な政策・法律の見直しと改善に取り組む姿勢を明確に示した。
2021年5月7日、憲法裁判所にあたる司法院の大法官は「司法院釈字第803号」を発表し、長年論争の的となってきた原住民族の狩猟問題について、原住民族の文化的権利は憲法によって保障された基本的権利であると明確に認めた。これを受けて総統府は、銃器・弾薬・刃物類規制条例に違反して狩猟を行ったとして有罪判決を受けていたブヌン族の男性に対する恩赦を発表した。

#### 転型正義
二・二八事件と白色テロの被害者救済や真相解明のため、「促進転型正義委員会」を設立し、国民党の独裁政権下で違法に接収された資産の返還や政治犯とされた被害者に対する有罪判決の取り消しを行った。また、民主活動家の鄭南榕が焼身自殺した日を「言論自由の日」に制定した。

## 経済
2020年、新型コロナウイルス感染症の流行により世界経済は深刻な打撃を受け、ほとんどの国でマイナス成長を記録した。一方で台湾では、蔡英文政権の防疫対策によりロックダウンなどの規制なく封じ込めに成功したことで、世界的にも非常に自由な経済活動を行えるようになり、台湾経済は大きく成長した。2020年の経済成長率は3.4%で、世界約40か国の先進国のうちこの年にプラス成長だったのは台湾とアイルランドの2か国のみだった。2021年の年間経済成長率は6.7％で、世界平均を大きく上回った。
国際通貨基金（IMF）のデータによると、台湾の一人当たりGDPは、就任時（2016年）の23,071ドルから、退任時（2024年）には33,983ドルにまで増加した。これにより、2022年には台湾の一人当たりGDPが20年ぶりに韓国を上回り、初めて日本を上回ることとなった。台湾の一人当たりPPP（購買力平価GDP）も、就任時の47,272ドルから、退任時には79,031ドルにまで増加し、世界第13位となった。これにより、アメリカ合衆国、オランダに次ぎ、人口1000万人以上の国で一人当たりPPPが75,000ドルを超えた3番目の国となった。
蔡英文政権の8年間のGDP成長率は47.3%で、陳水扁政権の8年間の21.6%、馬英九政権の8年間の27.8%を大きく上回った。PPP（購買力平価GDP）成長率は67.2%で、同じく陳水扁政権の62.9%、馬英九政権の35.2%を上回った。
また、スイス経営研究所が毎年発表している世界競争力報告によると、台湾は2023年に世界第6位、アメリカのヘリテージ財団が毎年発表している経済自由度指数では、台湾は2024年に世界第4位となり、どちらもアジア太平洋地域ではシンガポールに次ぐ順位となった。

### 新南向政策
中国に対する輸出入の貿易依存や投資依存の脱却を目指し、総統府は2016年に「新南向政策」を発表し、東南アジア・南アジア・オセアニアの18か国に対するビザ緩和、留学生枠の拡大、投資援助の増加を行った。リスク分散の目的のため、新南向政策では貿易分野においても取引額の増加を目指し、その結果輸出額の対中依存度は2016年の約45%から2024年には約30%まで減少した。2018年以降の米中貿易摩擦や2023年以降の中国の経済低迷も背景に対中投資は減少し、新南向政策の対象国への投資は増加した。ホンハイやコンパルなどの巨大企業も生産拠点を中国からASEANやインドに移管する動きがみられるようになり、日本企業との連携も模索されている。2024年には、台湾企業による新南向政策の対象国への投資額の割合が、統計開始以来初めて中国を上回った。
コロナウイルス感染症の流行前後で、台湾を訪れる外国人観光客の国籍の割合が大きく変化した。中国政府による台湾への団体観光の規制により中国からの観光客が激減した一方で、日本、韓国、アメリカなどからの観光客は増加、特に東南アジアなどからの観光客は大きく増加した。マレーシア、シンガポールからの観光客は、防疫緩和後の1四半期で早くも2019年の同時期を上回った。

### 公共建設

#### 前瞻基礎建設計画
民間投資の促進と雇用機会の創出を目指し、行政院は2017年に「前瞻基礎建設計画」を発表した。計画によると期間は8年、総事業費は約9.000億新台湾ドルと試算されており、民間投資額は約1兆8,000億新台湾ドルを目標とした。これにより、台湾のGDPの5%～6%に相当する約1兆新台湾ドルの経済成長が見込まれるとしている。過去の十大建設、新十大建設と異なる点として、非常に大規模な事業を長く持続させる形態ではなく、エコ化・デジタル化の推進を重要視したインフラ事業を目標とした。計画における政府予算の約半数を占めるのが鉄道整備で、地方格差の是正も目的として台湾鉄道の幹線の再開発や六都への捷運建設が盛り込まれた。その他にも、水害対策も目的とした推理環境整備や、少子高齢化に対応した公共施設の整備も含まれ、水田地帯の再整備や亜洲新湾区などの都市中心部の再開発が開始された。

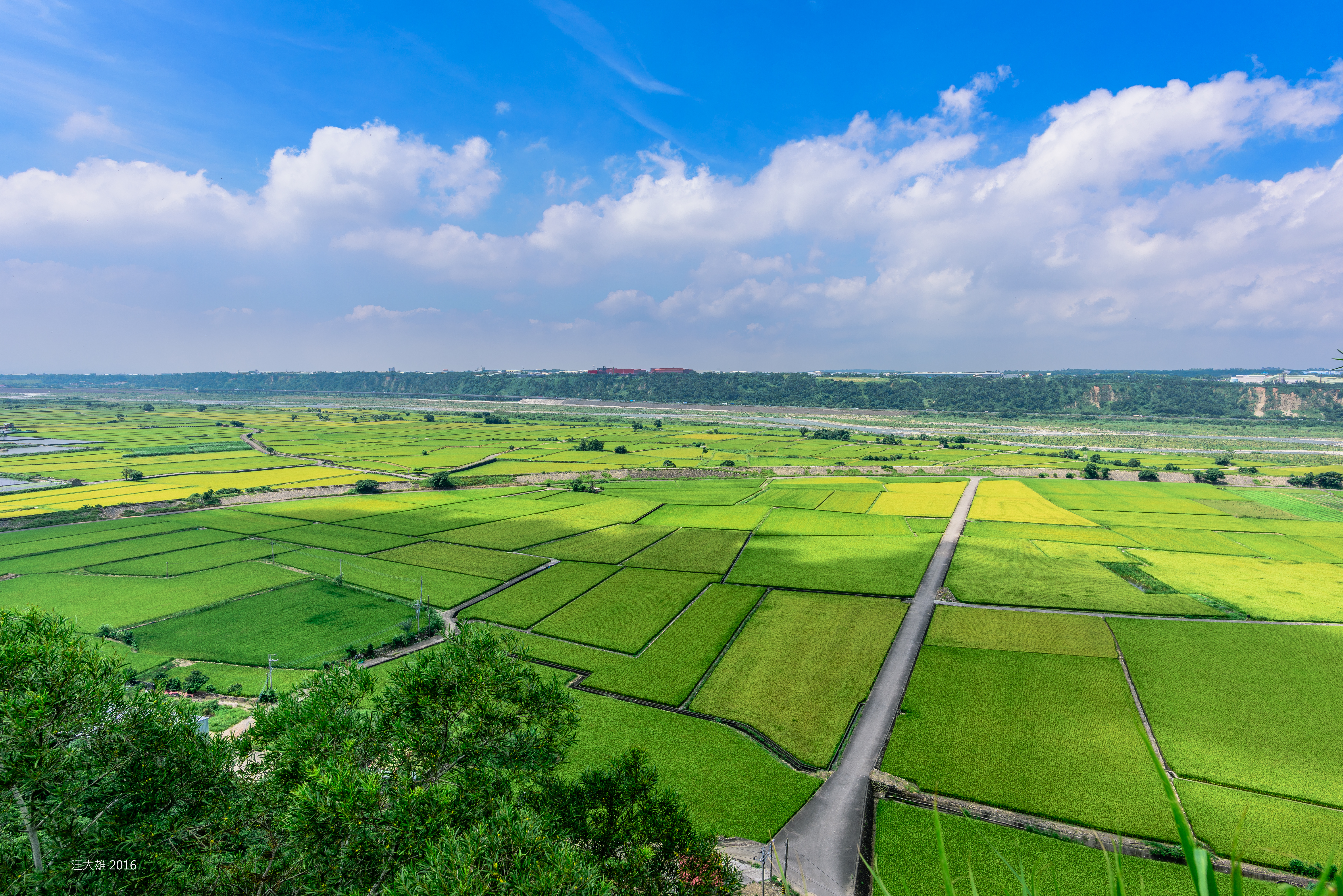
台中市外埔区の水田地帯
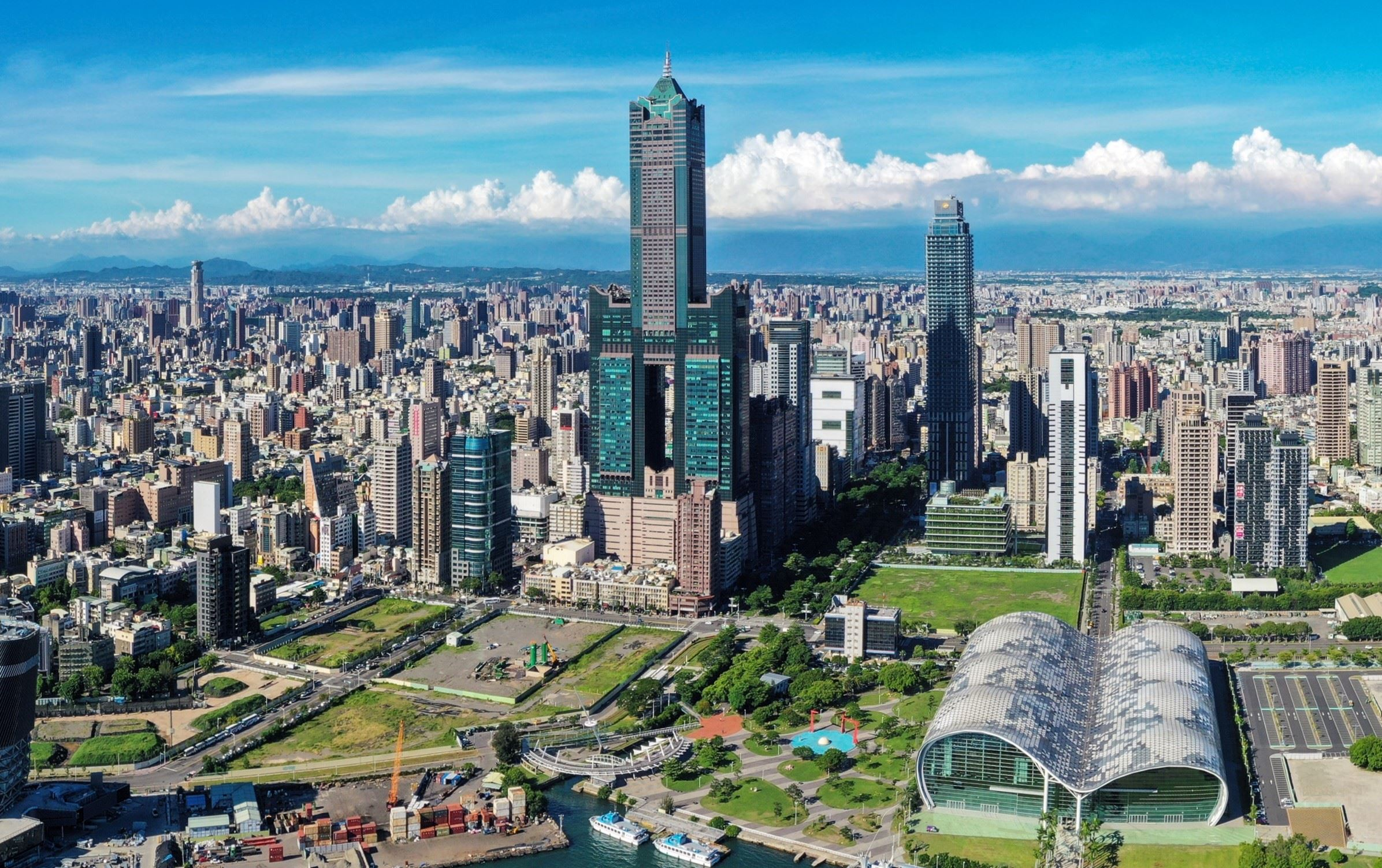
亜洲新湾区（高雄港北部の再開発エリア）

#### 娯楽施設
陳水扁政権や馬英九政権下で計画が延期・停止されていた多くの公共建設プロジェクトが再開され、台北流行音楽中心や高雄流行音楽中心、衛武営国家芸術文化中心が建設された。また、高雄捷運の延伸により駁二芸術特区、哈瑪星台湾鉄道館、高雄展覧館、西子湾、旗津島、高雄多功能経済貿易園区など高雄港の周囲の多数な観光地が結びつき、高雄は観光都市としての様相も見られるようになった。

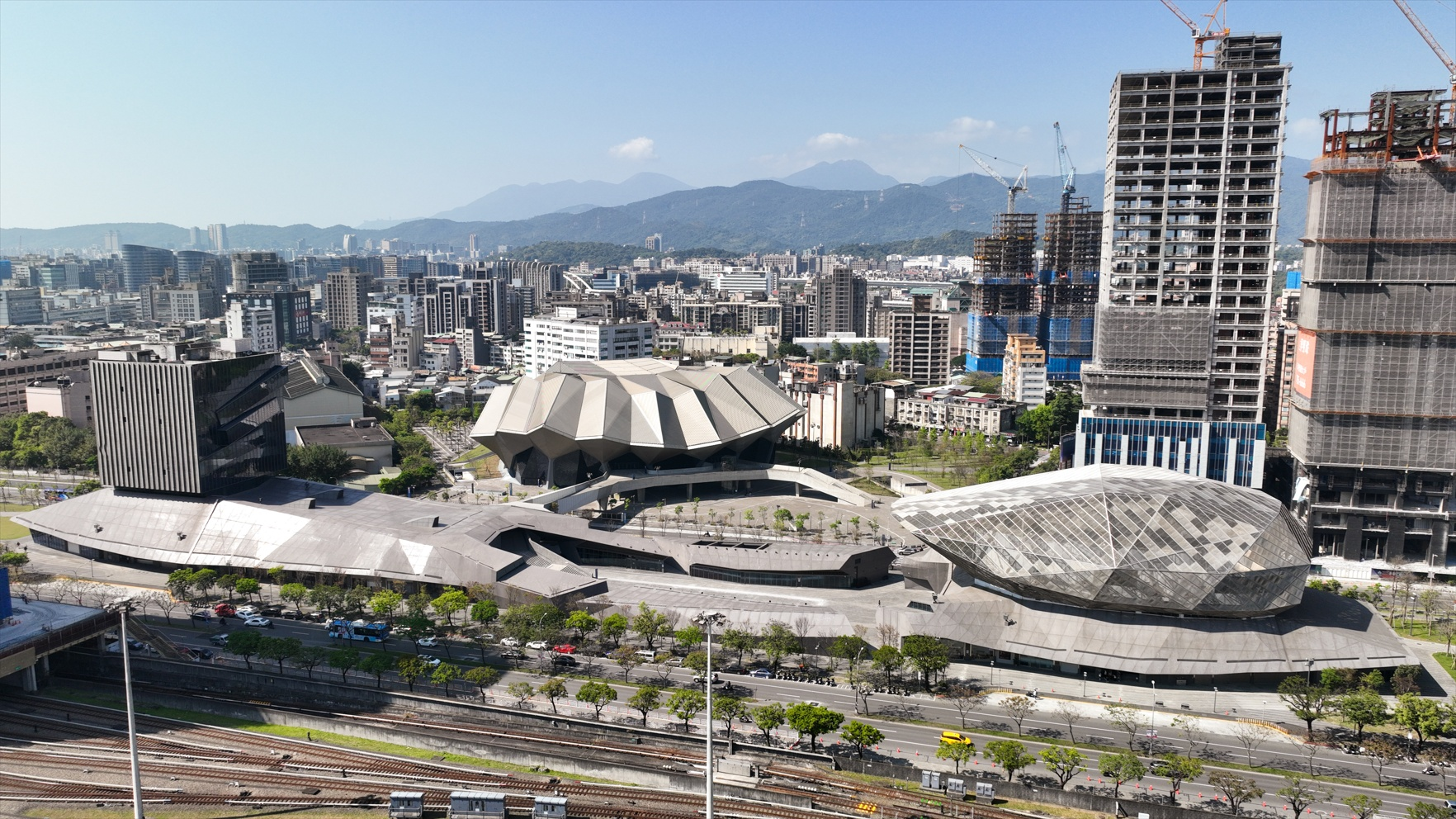
台北流行音楽中心
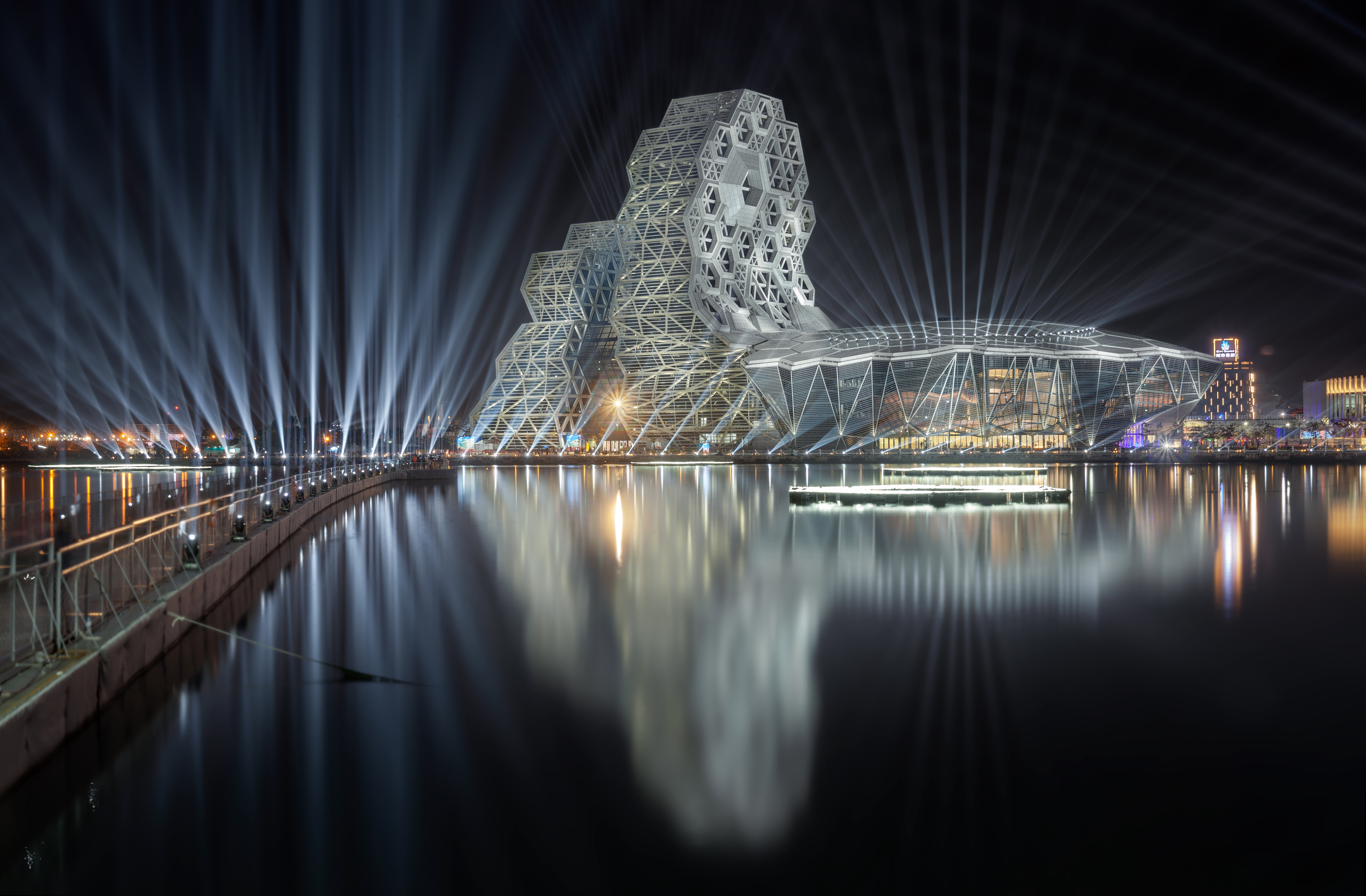
高雄流行音楽中心
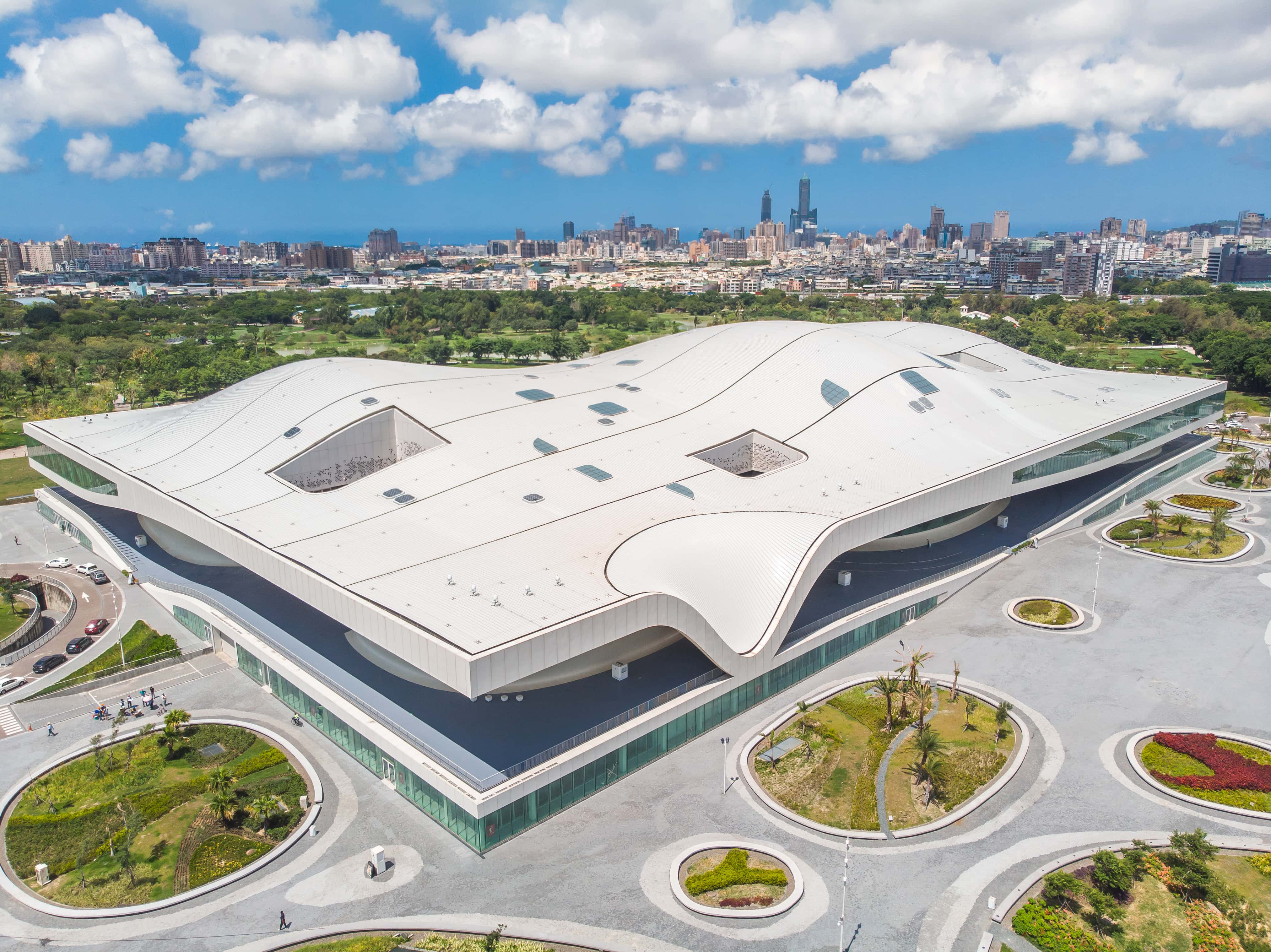
衛武営国家芸術文化中心
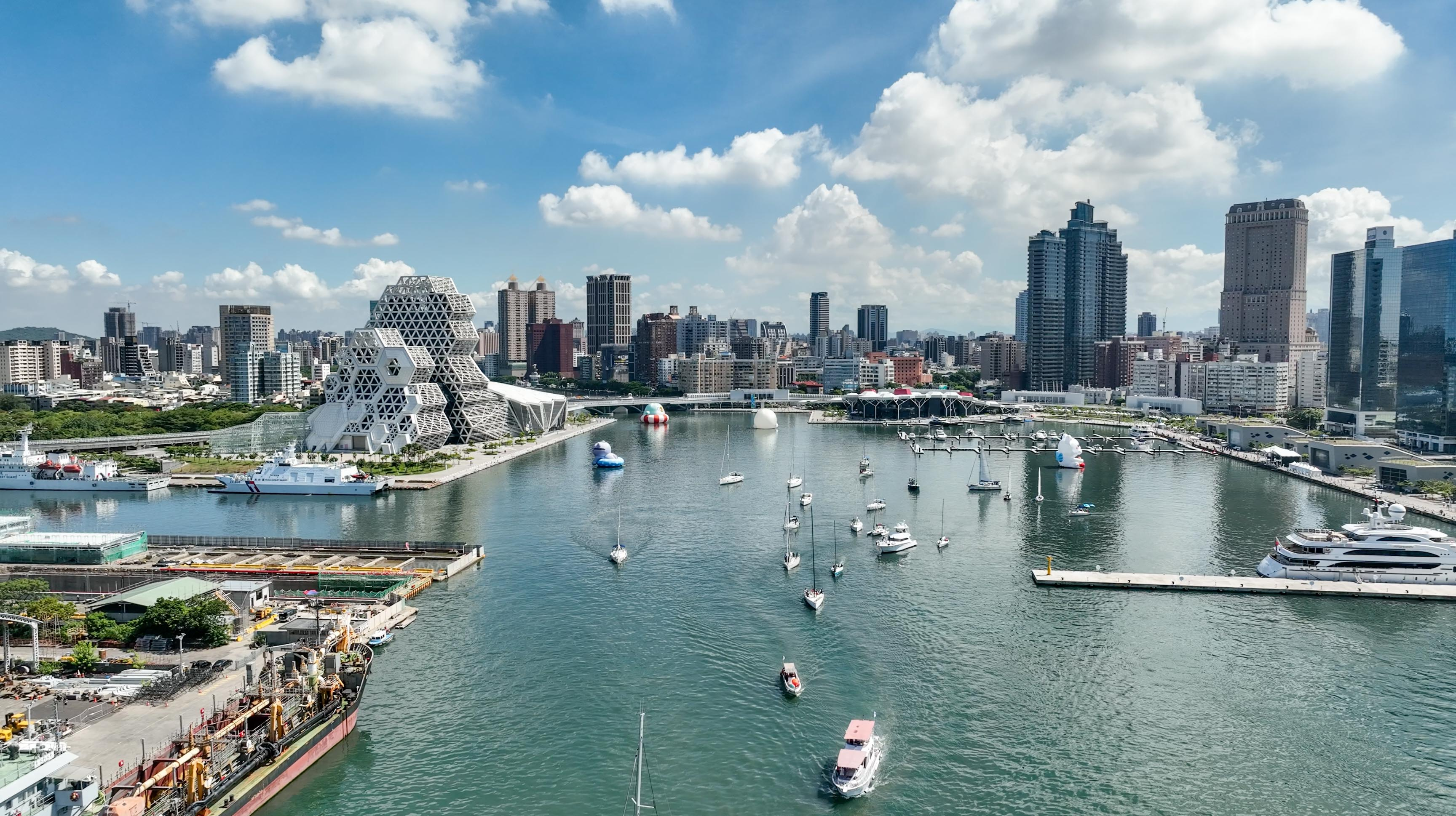
高雄港

### 経済貿易投資

#### 大A＋計画
蔡英文政権下では外国企業による台湾への投資拡大を奨励し、Facebook、Amazon、Googleなど、IT業界の多国籍企業の誘致に成功している。また、コロナウイルス感染症の世界的流行時には台湾国内での安定した経済状況を活用するため、経済部は「大A＋計画」を発表した。特に半導体産業の優位性を前面に押し出し、2nmチップの研究開発への投資としてマイクロン、ローム、STマイクロ、ASMLなどの企業の誘致に成功した。

#### 投資台湾三大方案
2018年以降の米中貿易摩擦を受け、行政院は台湾企業の台湾への投資回帰を目標として、条件を満たした台湾企業に対して融資を拠出することができる「投資台湾三大方案」を発表した。目標に設定した投資総額1兆5,000新台湾ドルは2021年に達成、約1,100社の投資と約12万人の雇用創出が成功したと推定された。

### 産業改革

#### 新創産業
2018年には会社法が大幅に改正され、債券や優先株式、外国企業認可などの規制が緩和された。ベンチャー企業の発展を目指し、全国各地にベンチャー拠点を設置した。これにより、台湾のスタートアップ産業は急速に発展し、世界競争力報告の「スタートアップ能力」の項目では世界第5位となった。

#### 5+2産業イノベーション計画
2016年、行政院は「5+2産業イノベーション計画」を発表し、「国防」「バイオ医療」「グリーンエネルギー」「スマート機械」「IoT」の5つの産業と「循環経済」「新農業」の2つの計画を開始した。国内経済だけでなく、世界進出や外国企業誘致による国際競争力の強化も目標とした。

### サイエンスパーク
2019年、行政院は高雄市橋頭区に総面積約357ヘクタールのサイエンスパーク「南部科学第二園区」を整備する計画を承認した。法人所得税の15%控除が認め、半導体や電気自動車などの新興技術産業を誘致し、不動産経済を牽引することを目標とした。ホンハイなど18社が入居を申請しており、約1万1,000人の雇用創出が見込まれている。

## 外交

### 堅実外交
蔡英文政権発足と同時に中国政府は外交的圧力を強め、台湾と国交のある国へ経済的・軍事的方法で断交を迫った。任期中の8年間で10か国が台湾と断交し、台湾と外交関係を維持する国は12か国まで減少した。その一方でパラグアイやエスワティニなど、今後も外交関係継続が見込まれる国との友好関係が強化され、台湾問題への世界的な関心の高まりにより、非公式な外交関係によるアメリカやヨーロッパ諸国などとの二国間交流も発展した。
蔡英文政権では、従来行ってきた一方的な財政援助で外交を繋ぎ止める財政援助外交から脱却し、互恵的な関係に基づく民主同盟の構築を目指す「堅実外交（踏實外交）」を提唱した。それにより、これまで関与が少なかった東欧や中東への外交的進出にも成功した、ロシアのウクライナ侵攻の際には、台湾を国際社会における民主主義陣営の一員と位置づけ、アメリカ主導の対ロシア経済制裁に積極的に加わると発表した。アメリカ、日本、西欧など伝統的な同盟国との関係もより強化・深化され、台湾の国際的な知名度と評価はかつてないほど高まり、台湾海峡の安全保障に対する国際的な関心も改めて喚起された。

### 二国間関係

#### 日台関係

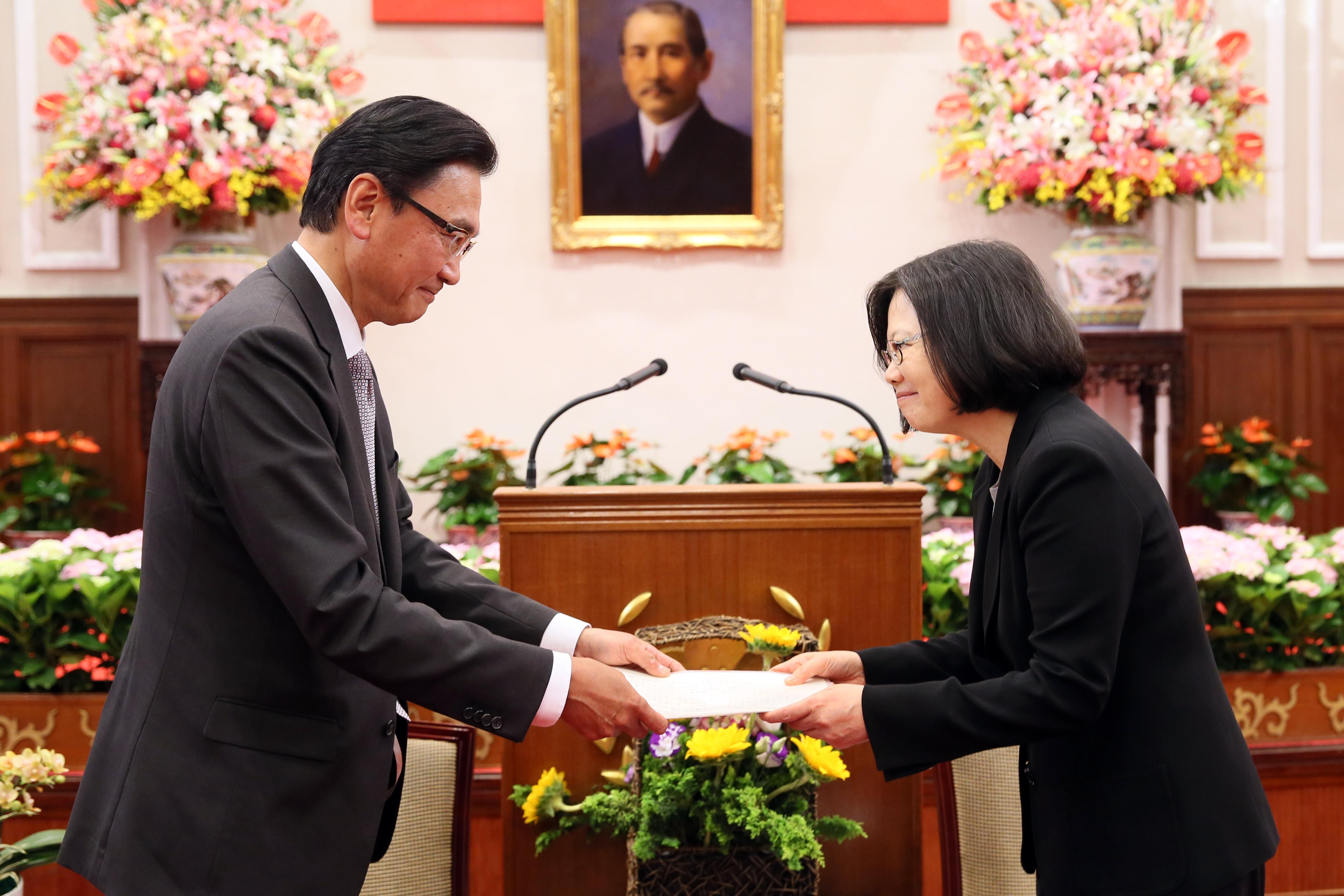
蔡英文と日華議員懇談会副会長衛藤征士郎（2016年5月20日）

2016年、「沖ノ鳥島は排他的経済水域を設定できない岩」という馬英九政権の主張を、蔡英文政権が発足して間もない5月23日に「法律上の特定の立場を取らない」として撤回し、「（台湾側が）日台間で緊張感を高めるような行動をとるべきではない」として沖ノ鳥島沖の巡視船を引き上げた。また、海洋協力について協議するための新たな枠組みとして「日台海洋協力対話」を設置した。
新型コロナウイルス感染症の流行時、日本政府が124万回分のワクチンを台湾に無償供与して以降、両国間の交流は再び活発になった。
安倍晋三前総理は退任後、「台湾有事は日本有事」と提唱し、両国の政界から反響を呼んだ。両政府は沿岸防衛、国境警備、国防問題での協力を強化し、米国と共同で地域の安全保障問題に対応し始めた。
2022年、馬英九政権から続いていた福島産食品の台湾への輸入規制を、CPTPP加盟の積極的支持と引き換えに撤廃すると発表した。
2020年7月、李登輝元総統が死去した際、当時の安倍晋三首相は公に哀悼の意を表し、官房長官をはじめとする政府高官も異例ながら台北駐日経済文化代表処を訪れて弔問した。
2022年7月、安倍晋三元総理が暗殺された際には、頼清徳副総統が日本から特別に入国ビザを発給され、東京で行われた遺族による追悼式に参列した。これは約30年ぶりに日本を訪問した台湾の最高位の政府高官となり、この一連の動きは「喪礼外交」としても注目された。

#### 台米関係

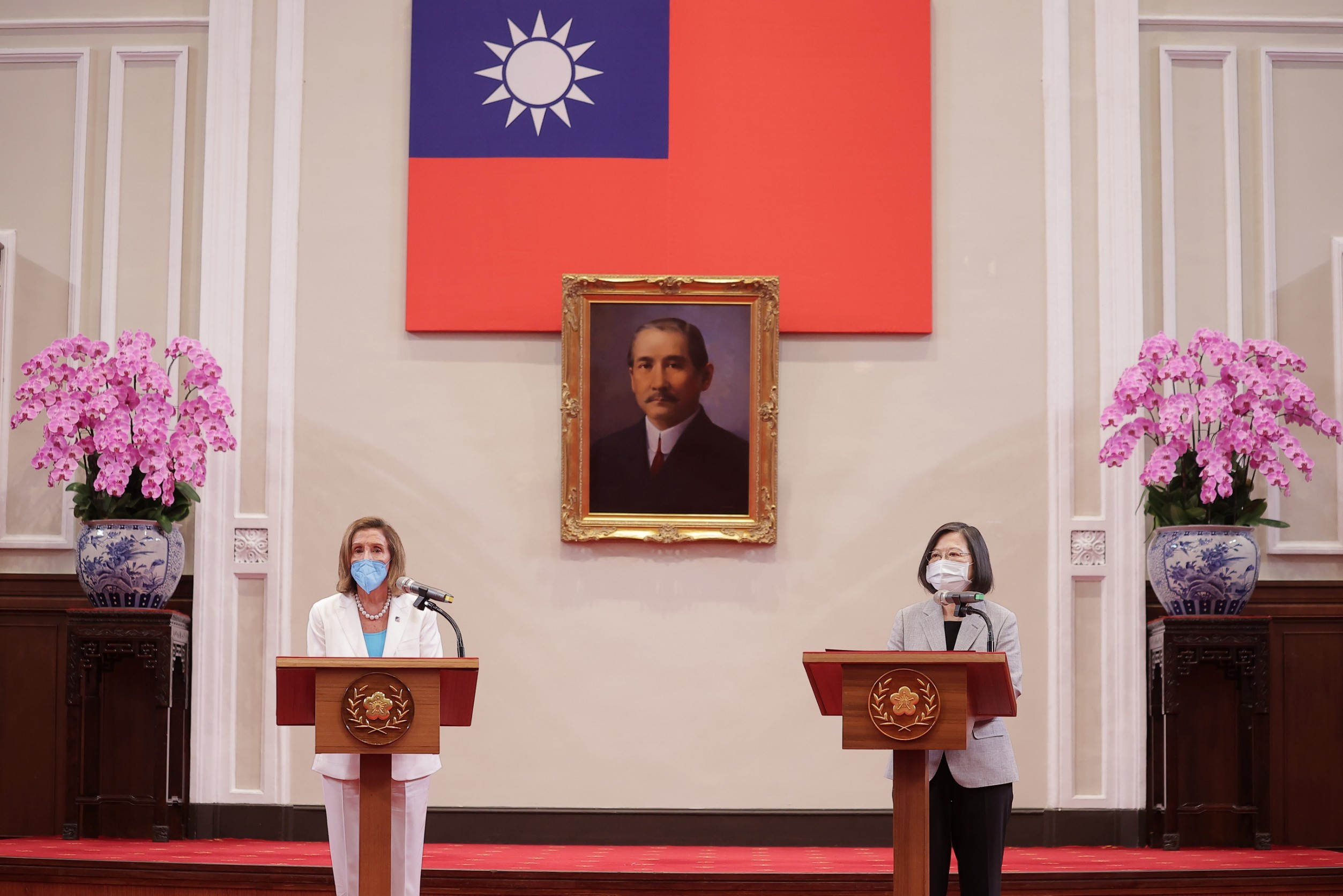
蔡英文とアメリカ下院議長ナンシー・ペロシ（2022年8月3日）

2016年12月、アメリカ次期大統領のドナルド・トランプと電話会談を行った。トランプ政権はその後も、高官の台湾訪問や武器売却案件の増加、米議会による一連の親台湾法案の可決などを通じて、台湾への支援を大幅に強化した。これにより、台米関係は過去40年間で最も良好な時期を迎えたとされる。
バイデン政権発足後も、米国は対台湾支援を継続・強化している。バイデン大統領は「中国が台湾に武力侵攻した場合、米軍を派遣して台湾防衛を支援する」との意向を繰り返し示唆しており、「戦略的曖昧さ」の方針は徐々に明確化しつつある。こうした国際情勢を背景に、米国の政界では超党派的に親台湾の立場が形成されている。
2022年8月、中華人民共和国の軍事的威嚇が続く中、ナンシー・ペロシ下院議長が台湾を訪問し、1997年以来に台湾を訪問した最高位の政府高官となった。ペロシ議長は総統府で蔡英文総統と会談し、「米国は台湾への関与を決して放棄しない」と強調した。
2023年4月、中華人民共和国が報復を示唆する中、蔡英文がアメリカを訪問し、ケビン・マッカーシー下院議長と会談した。1979年の断交後初めての会談となり、マッカーシー議長は「米国は台湾に対する義務を果たす」と表明した。

#### 台欧関係

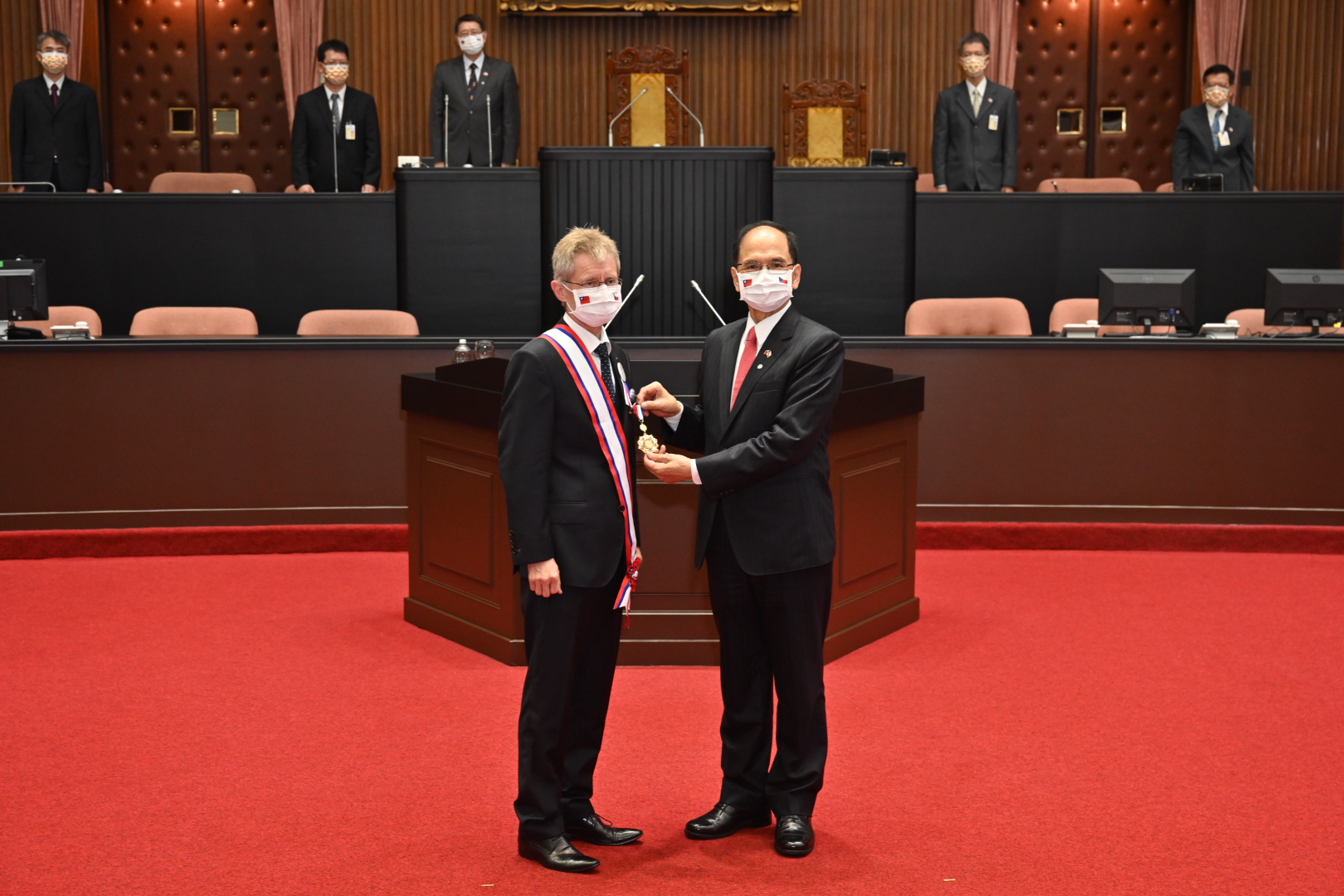
立法院院長游錫堃とチェコ上院議長ミロシュ・ビストルチル（2020年9月1日）

新冷戦構造の形成に伴い、欧州連合諸国は中国の欧州進出に対する脅威と、先端半導体製造を巡る支配権の争いなど、中国による台湾侵攻がもたらす深刻な影響を認識し始めた。そのため、近年ではEU機関も台湾との関係を徐々に強化しており、欧州議会は台湾を支持する決議を継続的に可決し、公式の代表団を派遣して台湾との交流を進めている。
EUの各加盟国レベルでも、台湾が新型コロナウイルスの流行で見せた優れた対応や、ウクライナ侵攻後に高まった台湾海峡での紛争勃発への懸念などを背景に国際的な注目度が高まり、蔡英文政権は「価値外交」の理念を発揮し、多くのEU加盟国と二国間関係の構築・深化を果たした。
2020年以降、蔡英文政権は中東欧諸国との外交において顕著な成果を挙げている。チェコでは、ミロシュ・ビストルチル上院議長の訪台を契機に多くの分野における二国間交流が進展し、2023年には同国のペトル・パヴェルが大統領就任直後に蔡英文総統と電話会談を行い、トランプに次ぐ欧州初の事例として注目された。リトアニアは、中国の強硬な報復措置を受けながらも「台湾」名義の代表処を開設し、産業間の協力体制を迅速に構築した。さらに、ポーランド、スロバキア、スロベニア、エストニアなどでも、交流レベルの引き上げ、事務所名称の変更、ワクチン提供、司法協力協定の締結、経済・議会外交の強化といった多方面で進展が見られた。
西欧および北欧諸国との伝統的な外交においても、近年対中強硬姿勢を取る政権の登場により状況は好転しつつある。台湾は各国議会の親台湾派との議会外交を深化させたほか、外交部長が欧州各国を訪問し、EU本部があるブリュッセルへの入国も実現した。2023年には、ドイツが初めて閣僚を台湾に派遣し、台湾もプロヴァンスやミラノに新たな外交拠点を開設するなど、公式交流の進展が続いている。

#### 中台関係
2016年総統選挙で蔡英文は「台湾海峡の現状維持」を公約として掲げた。政権発足後には、現状維持に基づいた「新四つのノー」を提唱した。演説では「両岸」「対岸」や「中華民国台湾」といったより中立的な用語を使用し、既存の協力・交流体制も維持する姿勢を示した。ただし、「九二共識」の拒否も明確に打ち出し、就任演説では「歴史的事実として九二会談を尊重する」とのみ言及した。中国政府は台湾への外交圧力を強め、2017年の李明哲事件のように台湾在住の人権活動家が行方不明になり、中国で秘密裏に拘束されているなどの事件が起こるようになった。また、芸術、文化、教育などさまざまな分野においての交流も、中国側によって凍結されるようになっていった。
米中貿易摩擦後、中国政府は「戦狼外交」を指導方針とし、台湾に対しても強硬姿勢を強めた。2019年の元旦演説で、習近平中国共産党総書記は九二共識と一国二制度を結びつけた「習近平五項目」を発表し、台湾への圧力を強めた。団体や個人の台湾への自由旅行の制限、中国本土からの学生の台湾留学の停止、台湾の農水産物の輸入禁止、台湾周辺の軍用機や軍艦による頻繁な巡行、度重なる中間線の跨線や防空識別圏への侵入などを常態化させた。
これらの圧力が高まる中、蔡英文総統はまず「一国二制度の拒否」を明言した。その後、対抗して「四つの堅持」を掲げ、「中華民国台湾」という概念を創設して国家のアイデンティティを強化し、これまでの「対岸」から「中国」に呼称を改めた。中国共産党、政府、軍機関による投資の禁止など中国からの投資を制限する措置を講じ、「反浸透法」を成立させ統一戦線の浸透を阻止した。同時に、パスポートのデザインを変更することで、高まる台湾アイデンティティにも対応した。また、「自由民主主義」「主権独立」を頻繁に用い、脅威に対する団結を呼びかけた。
2022年のロシアのウクライナ侵攻を受け、国際世論でも台湾海峡に対する中国の脅威を認識し始めた。さらに、中国共産党第二十回全国代表大会で習近平は中国の最高指導者として3選され、権力が高度に集中したことで、在任中に台湾に武力侵攻する可能性が高まったと見られた。これに対し蔡英文政権は「戦争を求めないが、戦争に備える」という姿勢を表明した。中国政府は、国際社会が台湾をウクライナと比較することを阻止しようと試みた。その一方で、2022年8月にはアメリカのナンシー・ペロシ下院議長が台湾を訪問した。中国は台湾周辺での軍事演習を実施し、中華民国国軍は「戦闘態勢強化状態」に入ったと発表した。1996年の第三次台湾海峡危機に匹敵する規模であったが、世論調査では台湾人の8割以上が冷静な反応をしていることが示された。

## 国防

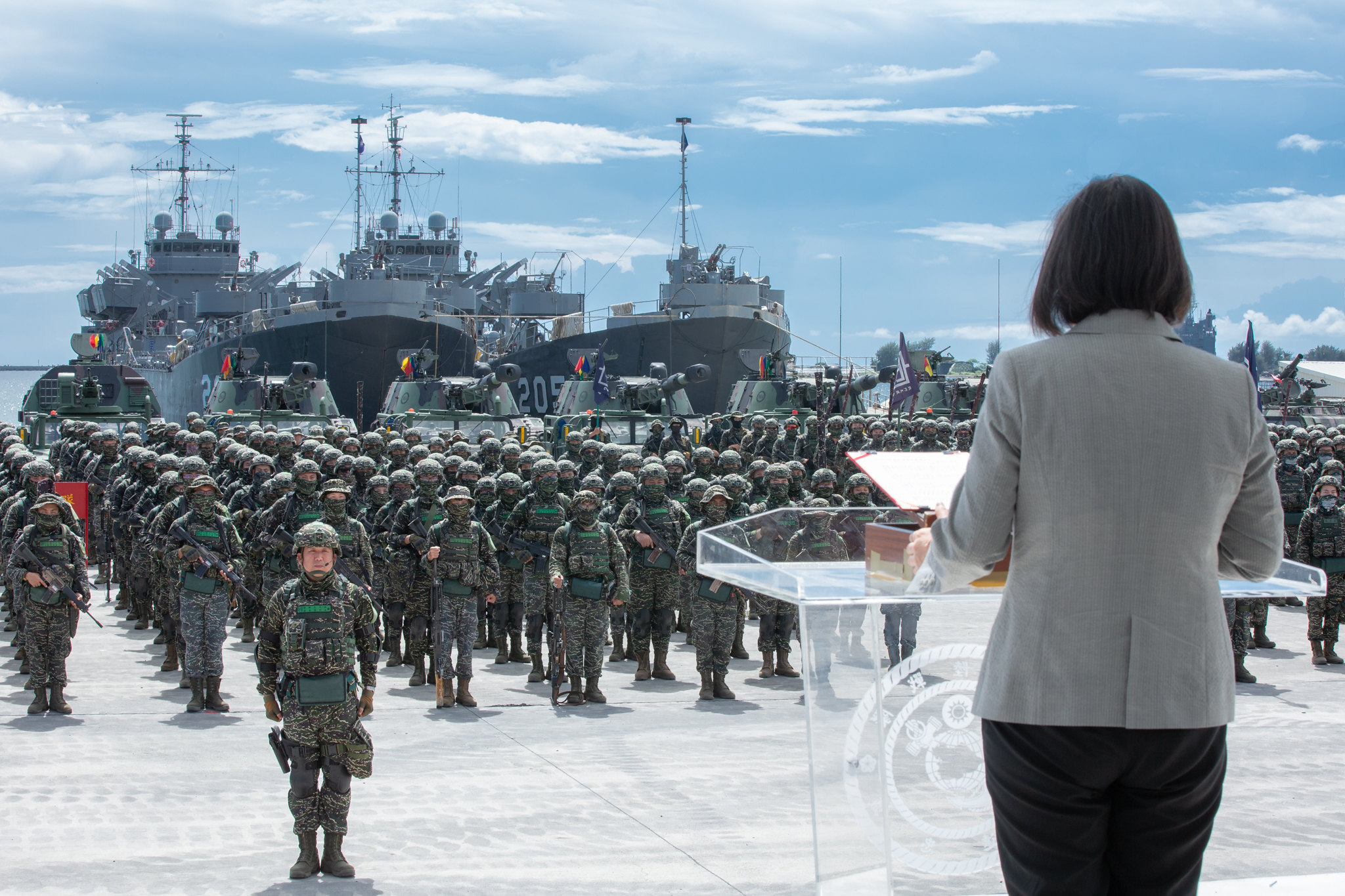
中華民国国軍を視察する蔡英文（2020年7月6日）

蔡英文政権の国防政策は「国防自主」を中心に展開されてきた。台湾海峡における非対称戦力の強化や、国産の艦艇・航空機の開発が特に重視されている。防衛予算も2017年以降年々増加を続け、2024年には6,068億台湾ドルに達し、GDPの2.5％を占めた。また、蔡英文総統は中華民国国軍を頻繁に視察しており、その回数は歴代総統の中で最多である。

### 国防自主

#### 国産艦艇
2016年6月、国防部は「海軍12項目艦艇建造計画（国艦国造）」を発表し、その中でも最も中核的かつ注目されたのが「国産潜水艦計画」である。台湾国際造船が8～10隻のディーゼル電気推進式潜水艦を建造する予定で、初の国産潜水艦「海鯤（ハイクン）」は2023年9月に命名・進水式を行い、2025年11月に海軍に引き渡される。
ロイター通信によれば、台湾の潜水艦建造計画には、アメリカ、イギリス、オーストラリア、インド、カナダ、スペイン、韓国を含む少なくとも7カ国から技術支援を受けているとされている。
この「国艦国造」計画の一環である「鴻運計画」では、初の艦艇「玉山艦」が2022年4月に命名・進水式が行われ、9月に海軍へ引き渡された。
また、海巡署による初の国産4,000トン級巡視艦「嘉義艦」、「新竹艦」、「雲林艦」、「台北艦」も、2021年以降順次進水・引き渡しが行われている。

#### 国産航空機
2020年6月、漢翔航空工業と国家中山科学研究院が共同開発・製造した高等練習機「勇鷹（ヨンイン）」が、台湾初の国産高等練習機として導入された。機体は全長13.7メートル、翼幅9メートル、高さ4.6メートルで、2基のターボファンエンジンを搭載し、最高速度はマッハ0.9に達する。2020年に試作機が初飛行を成功させた後、蔡英文政権で27機が空軍に引き渡されており、2026年までに全66機の納入が完了する予定である。これは、IDF戦闘機以来となる台湾による本格的な国産戦闘機の量産である。

### 兵役制度改革
馬英九政権時代に決定された「完全志願兵制度」は2018年から本格導入され、徴兵は4か月、代替役務は6か月に短縮された。しかし、2022年のロシアのウクライナ侵攻を契機に台湾海峡の安全保障が一層緊迫化し、徴兵制の復活を求める声が国内で高まった。その結果、同年末に「全民国防兵力構造強化調整案」が策定され、2024年から義務兵役期間が1年に延長された。同時に、部隊組織や戦力構成の全面的な見直しと再編が進行中である。

### 情報戦部隊
蔡英文政権は通信能力の強化を目的に、2017年に陸・海・空に続く第4の軍「情報電子戦軍（資通電軍）」を設立した。国防部直属の部隊として、サイバー戦、情報戦、電子戦などを担当し、2018年には初めて「統合電子演習」に参加した。

### 予備役動員
国防部は2022年、予備役指揮部と全民防衛動員室を統合し、新たに「国防部全民防衛動員署」を設立。教育召集は従来の5〜7日から14日に延長され、政府機関横断の連携体制も構築された。また、防空避難や戦時動員に関する知識の普及を目指し、「全民国防手冊（国民防衛ハンドブック）」の編纂も進められている。

### 米国軍事支援
米中対立の激化に伴い、アメリカ政府は台湾海峡の軍事バランスの崩壊に強い懸念を示した。トランプ政権下ではF-16V多用途戦闘機、AGM-88対レーダーミサイル、M1A2T主力戦車、FIM-92スティンガーミサイルなど11件の軍事売却が承認された。また2020年以降は現役米軍将校が台湾に常駐し、台湾軍の訓練を担当している。
バイデン政権下では、ウクライナ戦争によって台湾情勢がさらに緊迫化し、軍事売却は政権発足から4年間で19件に達した。さらにアメリカ議会は2023年「国防権限法」を可決し、台湾を「主要非NATO同盟国」と正式に認定。2023年から2027年の間に最大100億ドル相当の軍事支援を無償で提供する権限を政権に付与した。

## 司法

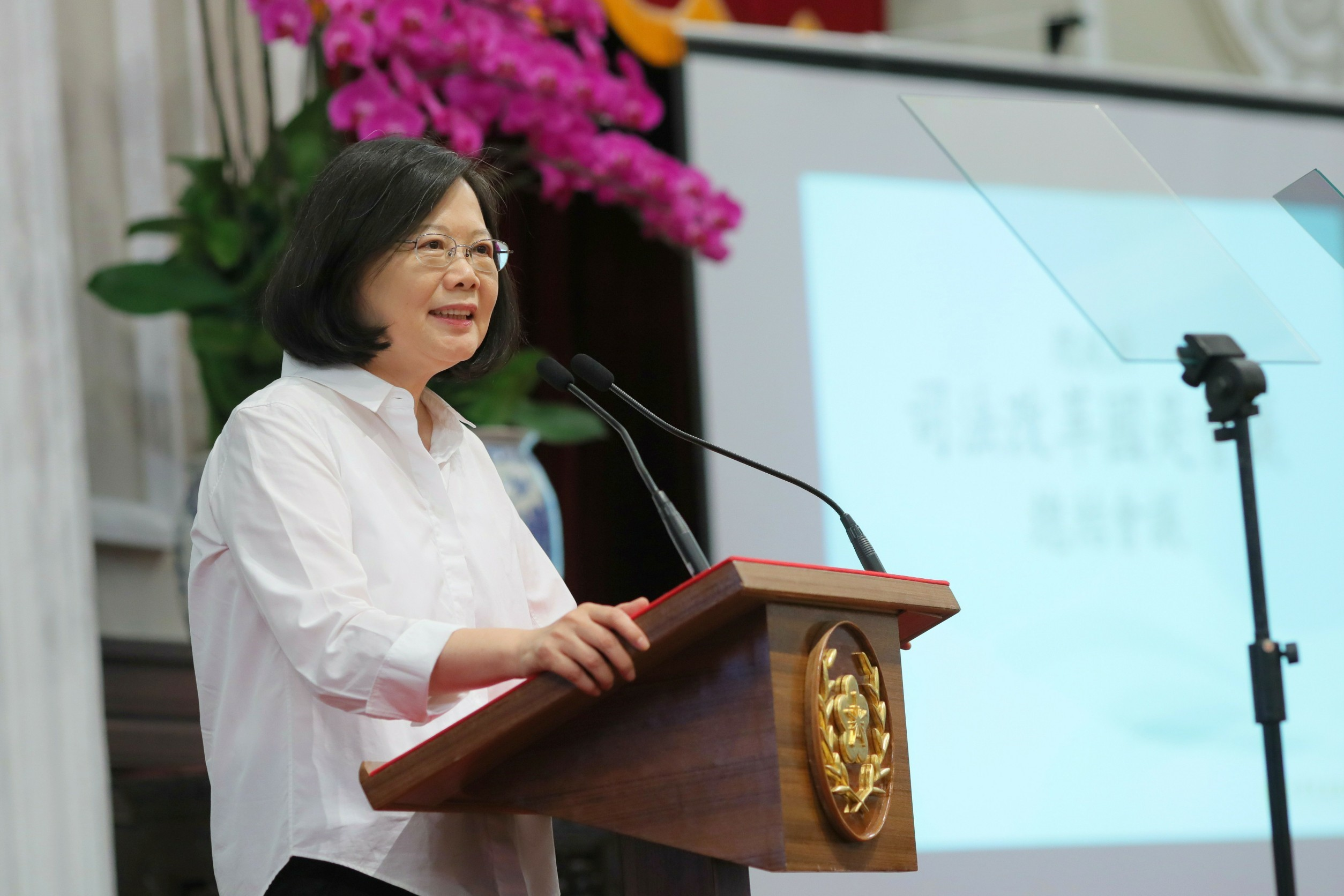
司法改革国是会議に出席する蔡英文（2016年8月12日）

### 司法改革
2016年、総統府は「司法改革国是会議」を招集し、学者や市民などから意見収集、問題討論、総括会議を通じて司法制度の見直しを推進した。

#### 憲法訴訟
1993年2月に台湾で施行された「大法官審理案件法」では、大法官の違憲審査制度は法令のみに限定され、裁判所が下した判決は対象とならなかった。そのため、判決の当事者となる国民は、判決について大法官に個別に憲法解釈を求める申し立てをすることしかできず、さらに憲法解釈は非公開の大法官会議の形式で行われるため、判決の不当を訴える国民の権利保障が不十分であると指摘されていた。
2018年12月、大法官審理案件法を廃止し「憲法訴訟法」へ全面的に改正する法案が立法院で可決され、2019年1月に公布された。ドイツの制度を参考に大法官会議などの審査が全面的に司法化・裁判化・法廷化される「違憲審査制度」が導入される。改正準備の時間を整えるため、公布から3年後の2022年1月から施行された。裁判所が下した個別事件の最終判決に対する憲法訴訟が可能となり、法令の違憲審査も個人または当事者が憲法裁判所に直接請求できるようになった。

#### 裁判員裁判
2020年ごろまで、台湾で発生した重大事件に裁判所が下した判決に対し、常識から外れて国民の法的感情にそぐわないと批判され、最高裁判所により高裁へ差し戻しされることが多くなっていた。国民の常識とかけ離れた判決を下す裁判官は「恐竜裁判官」と呼ばれ、国民の司法への信頼が揺らいでいるとされてきた。
2020年7月、司法の透明化や国民の意見反映、司法に対する理解と信頼増進を目的として「国民法官法」を制定する法案が立法院で可決され、同年8月に公布された。日本の制度を参考にした裁判員制度を導入する法律で、2023年1月から運用が開始される。法律専門家以外の満23歳の一般国民から無作為抽出で選ばれた国民裁判員6人と、専門裁判員3人から構成される「国民裁判員法廷」が、懲役10年以上の刑罰または殺人を含む重大刑事事件について審理を行い、事実認定や量刑判断を行う。また、専門裁判所にも社会学、文学、生物学、医学など多分野にわたる学識経験者や一般市民が裁判員として加わり、専門裁判官とともに審理にあたる体制が整備された。

#### 組織再編
2019年7月から、最高裁判所および最高行政裁判所において、従来の判例・議決制度に代わる新たな機構として、刑事大法廷・民事大法廷・行政大法廷がそれぞれ設置された。これらは、異なる法廷間で法の解釈に相違が生じた場合に統一見解を提示する役割を担い、いずれも11人の判事で構成されている。また、2020年には、司法院公務員懲戒委員会が「懲戒大法廷」へと改組され、委員の呼称も「懲戒判事」と改められた。さらに、懲戒制度全体の透明性と公正性の強化を目的として懲戒に対する控訴が可能になる制度も新たに導入された。

#### 訴訟専門化
訴訟の専門化を図るため、立法院は「労働事件法」「商事事件裁判法」「知的財産及び商事裁判所組織法」などの立法・改正を行った。これにより、労働紛争を専門に扱う「労働専門裁判所」が設置されたほか、「知的財産裁判所」は「知的財産及び商事裁判所」に改組され、商事訴訟の専門性と独立性が一層強化された。

## 労働

### 一例一休
2016年6月25日、週休二日制の実現を目指し、「一例一休」方式による「労働基準法」の改正案を提出した。この案は、休日賃金を引き上げることで労働時間を抑制し、あわせて7日間の国定休日を削除するという措置であった。
2016年12月6日、「労働基準法」の改正案が可決され、全国での休日制度の統一が達成された。改正案の施行の前後とも週40時間労働であるが、当年の年間労働時間は2015年の2,103.6時間から2,034時間へと、約70時間減少した。

### 最低賃金
2016年以降、労働部は毎年最低賃金を引き上げており、2024年5月20日までに月給は20,008台湾ドルから27,470台湾ドルへと37.3％の増加となった。時給も120台湾ドルから183台湾ドルへと引き上げられ、増加率は52.5％に達した。
また、2023年12月には、与党の主導により立法院で「最低賃金法」が可決され、最低賃金の審議手続き、基準、評価メカニズム、ならびに企業雇用主による違反時の罰則が明文化された。

## 教育

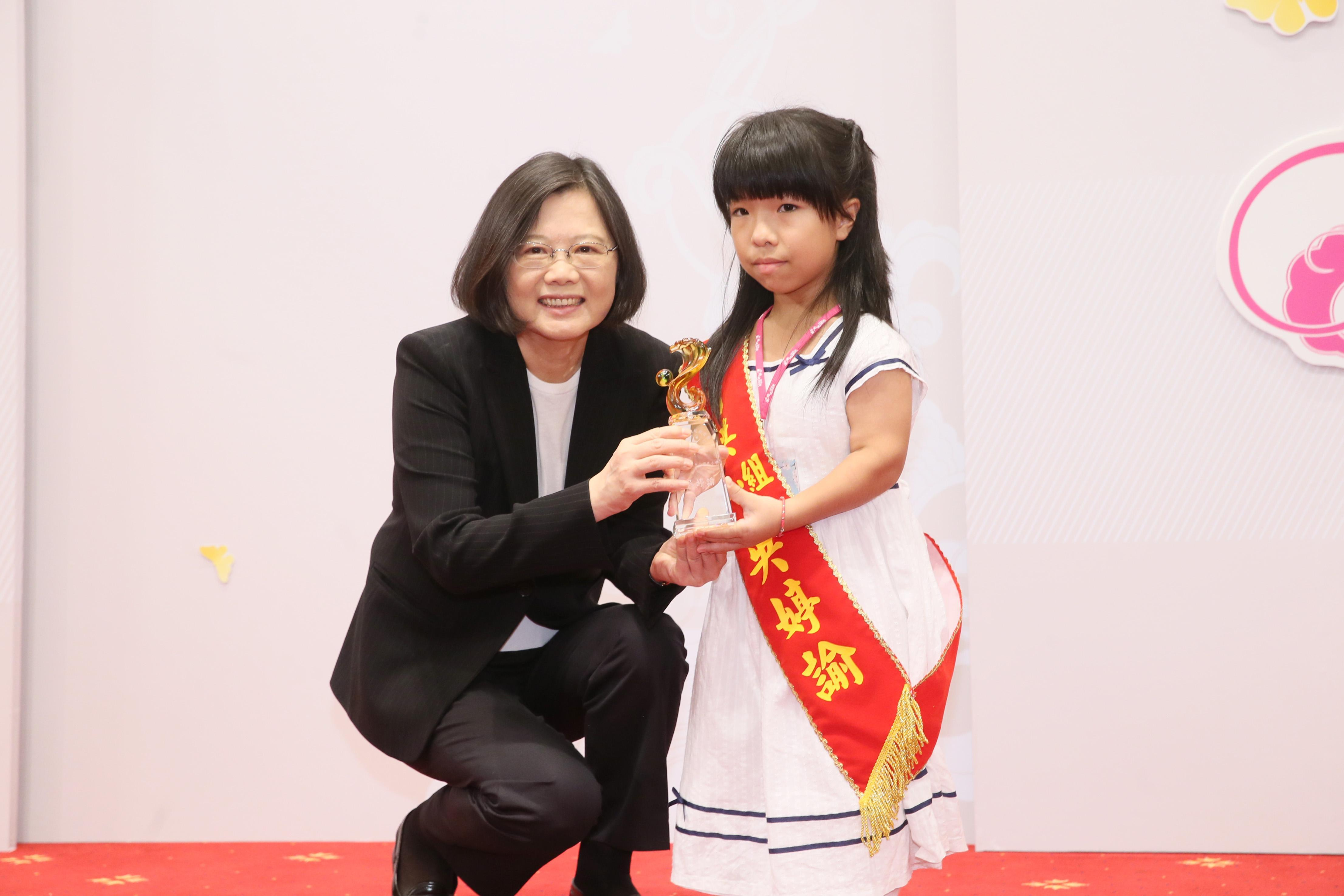
教育賞を授与する蔡英文（2016年8月2日）

### 108カリキュラム
馬英九政権末期に導入された日本の学習指導要領にあたる「104カリキュラム」では、台湾史から中国史への傾倒が強まり「中国的」と物議を醸した。また、日本統治時代に対してほとんどが負の遺産のみの記述になるなど、台湾史に関する記述の6割が変更された。これらのカリキュラムは蔡英文政権の発足直後に廃止され、2019年には教育部が新たに「108カリキュラム」を発表し、「核心教養」に焦点を当てた教育改革が進められた。このカリキュラムでは、自主学習、コミュニケーション、社会参加を重視するため、科目間の連携や自主学習時間の設定などが行われる。なお、2018年から日本で導入されていた「主体的な学習」を取り入れた学習指導要領にも類似している。
歴史科目では、従来の「時代史」アプローチから脱却し、文化制度史と社会の発展との関係に着目したテーマ別の「総合史」アプローチへと転換された。これにより、歴史教育の重点は中華皇帝・王朝を中心とした年表から、台湾を中心に東アジアや世界に拡張した歴史的因果関係、社会制度の変遷、国民文化の交流へと移されている。また、公民科目では、労働権が独立した章として取り上げられ、労働意識の向上や男女平等教育の強化が図られている。そして、英語科目でも多言語教育を推進し、「2030年バイリンガル国家計画」を始動させた。
大学入試制度についても、詰め込み教育の弊害を是正するための改革が進められている。2022年からは、大学入学試験において選択式ではない記述式問題が導入され、状況に応じた実践的な問題が出題されるようになった。受験者が知識とスキルを統合し、応用的に回答できるかどうかが評価される。また、従来の大学入試は一部科目の削除と記述式問題の導入を経て、「大学入学専門科目試験（大學入學分科測驗）」へと改称され、より柔軟かつ実践的な試験制度へと転換されている。

### カリキュラム評価
馬英九政権末期に104カリキュラムの導入を決定した会議は、参加者が非公開とされた上に議事録も存在しなかったため、カリキュラムに反対する学生運動が発生、一人の学生が抗議して自殺する事態にまでなった。会議のブラックボックス化が問題視されたことを受け、蔡英文政権発足後に立法院は「高等中等教育法」の改正案を可決した。カリキュラム見直し会議に初めて学生代表を招き、高校生以上の生徒にも開放した。学生代表は保護者代表や教員代表と同等の権限を持ち、分科会での議論に参加できるほか、見直し会議の投票も可能となる。

### 授業料
国公立大学と私立大学の授業料の格差是正や学生の奨学金返済の負担軽減を目的として、2023年に行政院が大学授業料補助金制度を承認した。これにより2024年度から、高校と専門学校の授業料は全額免除され、国公立大学の学生には毎学期2万新台湾ドル、私立大学の学生には毎学期5万新台湾ドルの補助が受けられるようになる。

### 教育賞
教育で顕著な成績を残した人物に総統が表彰する教育賞・教育貢献賞の選考では、教育を受けることが困難な状況であったり、教育を受けるまでに不十分な環境であった人に対する教育も重視しており、特に新型コロナウイルスの流行以降はリモート講義を活用して学習環境を整えた教師などに賞が贈られた。また、2030年バイリンガル国家計画に基づいて、英語教育で顕著な功績をあげたアメリカ出身の宣教師には名誉市民権を与えた。

## 防疫

### 初期段階：第1波

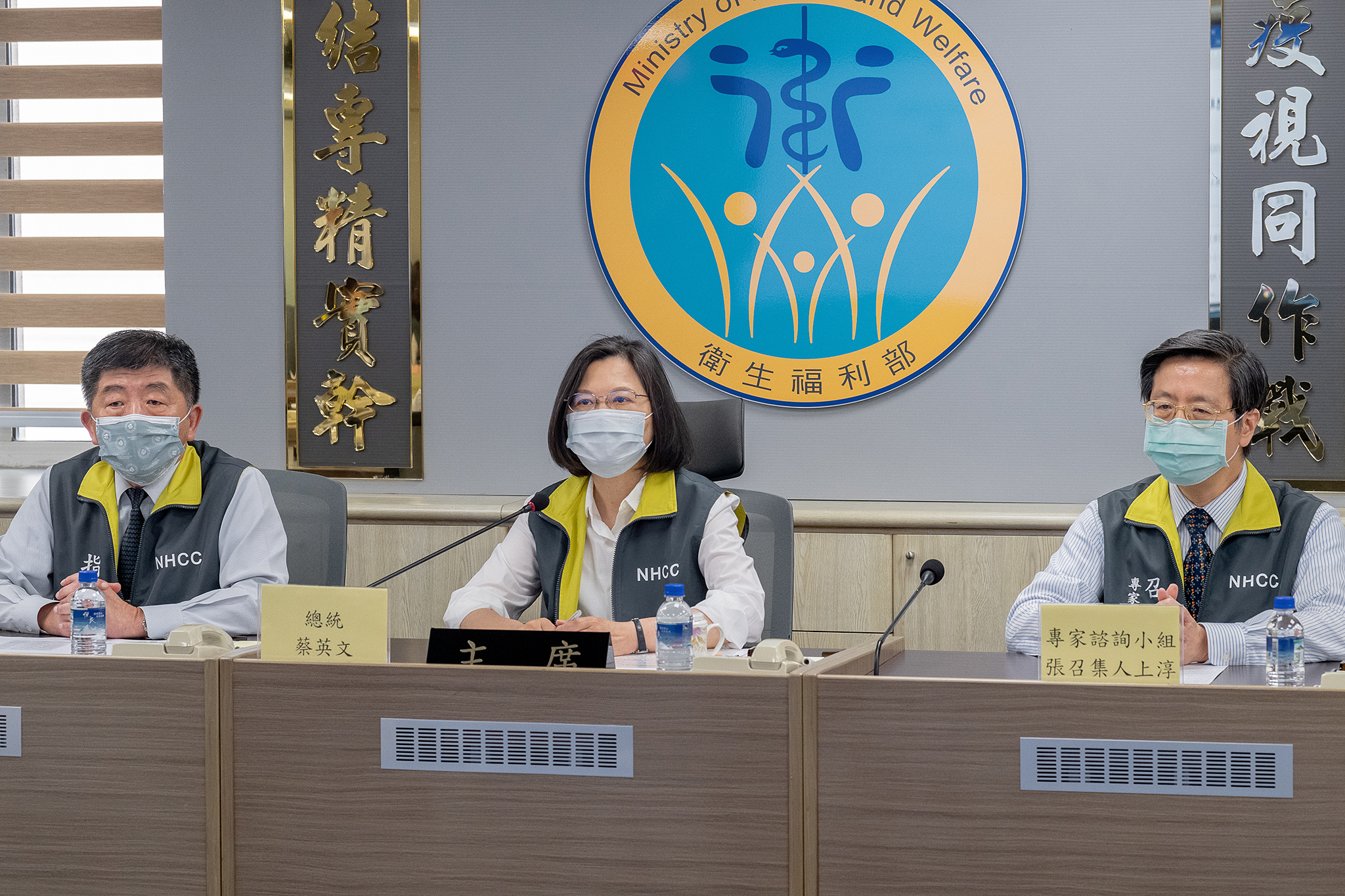
中央感染対策指揮センターを視察する蔡英文（2020年5月6日）

2019年末の非常に早い段階で新型コロナウイルスがヒトからヒトへ感染する可能性について把握し、2019年12月31日の時点で世界で唯一WHOに照会していた。2020年1月2日にはCDC（衛生福利部疾病管制署）が専門家会議を招集し、CDCの専門家2人が世界で初めて現地入りし、新型ウイルスの流行を確認した。
なおWHOは台湾の警告を無視し、結果的に世界的な初期の感染拡大の被害が大きくなったと指摘される。
2020年1月に中国政府はようやく流行を認めたが、その前から「中央感染対策指揮センター」を設置し水際対策を含む予防措置を迅速に開始した。蔡英文政権には、公衆衛生の専門家でもある陳建仁・陳其邁らがそれぞれ副総統・行政院副院長として要職についており、中央感染対策指揮センターで指揮官を務める歯科医である衛生福利部部長の陳時中を支援しながら防疫に取り組む体制が整っていた。陳其邁が行政院の省庁を跨ぎながら調整し、電気工学の専門家である経済部部長の沈栄津により1か月足らずで国内でのマスク大量生産の実現に成功、デジタルの専門家である政務委員の唐鳳（オードリー・タン）によるマスク在庫のデジタル可視化により流通の安定化にも成功した。蔡英文総統と蘇貞昌行政院長の中央指揮も奏功し、中国政府が実態を隠蔽する中、初動の対策で感染拡大と混乱発生防止に成功した。
ジョンズ・ホプキンス大学は当初、台湾は感染拡大が中国以外で世界で最も深刻な国の一つになると予測していた。しかし蔡英文政権の対策により、予測とは正反対に台湾における感染者数・死者数は極めて少なく、わずかに発生する市中感染も厳格な対策により拡大を防いだことで台湾は日常生活を維持し、ロックダウンなどの措置を取らずに抑制に成功した世界でも数少ない国の一つとなった。
2021年3月31日時点で、台湾の累計感染者数は1,030人、累計死者数は10人であった。同日時点の日本の累計感染者数は473,234人、累計死者数は12,967人であり、台湾の人口が日本の人口の約5分の1であることを鑑みても、日本の約100分の1から約250分の1以下に抑えられていた。
後述のように、蔡英文政権の支持率は過去最高の約75%を記録し、コロナウイルス対策の支持率は90%以上、不支持率は5%以下にまでなった。

#### マスク実名制
アジアやヨーロッパの多くの国では感染拡大によりマスクの買い占めが起きた上に、流行の影響で生産ラインも停止したことで深刻なマスク不足に陥った。蔡英文政権は2月6日からマスクの「実名制」の実施を発表し、薬局でのマスクの購入の際、国民健康保険証（外国人は在留許可証）の持参が必須となった。初期には1人2枚までの購入制限や共通価格の設定を行い、生産の安定につれ徐々に数量を増やし価格を下げていくことで、混乱を最低限に収めた。

#### マスクナショナルチーム
台湾で流通するマスクの90％が中国本土から輸入されており、流行発生後にはマスクの自給自足を実現するため、工場でのマスク生産や生産ラインの増強を行い、最終的に生産量は週5000万個近くにまで達した。生産増強と実名制による需要と供給の両方の安定化以降は、外交戦略として余剰在庫を外国へ寄付することも可能になった。国内だけでなく国際的な協力にまで発展したことで、生産増強に関わった人々はマスクの「ナショナルチーム」と呼ばれた。

#### マスクマップ
マスクの流通状況をデジタル化した「リアルタイムマスクマップ」が開発され、各薬局の在庫状況や営業時間をGoogleマップで表示することで、マスクを購入できる場所をリアルタイムで確認できるようになった。この政策は他国の注目を浴び、多くの国にも参考とされたシステムが開発された。その後、同様の技術を用いて、感染者の移動履歴マップやワクチンの接種マップなども開発された。

### 流行のピーク：第2波
2021年5月、大規模な市中感染が発生し、中央感染対策指揮センターは「警戒レベル3」への引き上げを発表し、主要産業の営業停止、店内飲食の禁止、公共施設の開放停止などの新たな措置を発表した。学校も対面授業を中止してオンラインの遠隔授業に切り替え、50人以上の集会を制限した。政務委員の唐鳳はヨーロッパ諸国に倣い、わずか3日間で「テキストメッセージリアルタイム連絡システム」を開発した。人々が公共施設を利用する際にQRコードをスキャンするだけで、感染症追跡用のデータが送信される。個人情報は防疫にのみ使用され、データは28日後に自動的に削除されるとも発表し、再び海外メディアの注目を集めた。
感染拡大は7月末で収束し、再びコロナウイルスのない日常生活を再開することに成功した。

### ポストコロナ
アルファ株やデルタ株などの致死性の高い変異株の流行を抑制したが、その後のオミクロン株の感染力は強くなった一方で重症度と死亡率は大幅に低下し、ワクチン接種率も上昇した。蔡英文政権も2022年初頭に国境管理の緩和、10月には入国制限を全面的の解除を行い、外国人観光客のビザなし観光も再開した。

## 評価

### 世論調査
就任式典が行われた政権発足時には支持率は約55%であったが、ハネムーン期間を終えた発足100日目の支持率は約45％となった。その後、さまざまな改革の強行による既得権益者の反発を受け、政権発足1周年で支持率は約30％まで低下した。
しかし、2019年に香港で発生した逃亡犯条例改正案に反対する香港民主化デモにより中国の強権的な姿勢と統一への圧力が表面化した際、蔡英文政権が民主主義に対する毅然とした姿勢を明確に示したことで支持率は徐々に上昇し、2020年総統選挙直前には支持率が約50%にまで回復し再選を果たした。
2020年の再選直後の新型コロナウイルスの流行への適切な防疫措置の成功によって、就任式典までに蔡英文政権の支持率は過去最高の約75%に達し、不支持率はわずか約20%になった。
2023年、政権発足7周年で支持率は約50%となり、李登輝政権に次いで任期最終年に支持率が50%を超えた二人目の総統となった。また、2024年総統選挙では後任である頼清徳を当選させることに成功し、初めて同じ政党が3期連続で政権を握るという記録も樹立した。2024年の退任前でも蔡英文政権の支持率は過半数を維持し、支持率50%を維持しながら退任する初の政権となった。台湾の民主化以降に発足した陳水扁政権、馬英九政権の退任前の支持率がそれぞれ約15%、約20%であったことと比べると非常に高い支持率であり、蔡英文路線が広く支持されている証左となった。
退任時に行われた蔡英文政権の8年間の評価についても、60%以上が「合格」と答え、政府や政治家、公権力への信頼感が低い台湾では、異例といえる評価を残している。

### 評価
東京大学東洋文化研究所教授の松田康博は蔡英文政権について、困難な国内改革の取り組みでの挫折から一転、台湾を守る重要性を訴えることで支持を拡大させ、コロナ対策の成功や国際社会における台湾の存在感の向上により高い支持率と人気、そして国際的な知名度を維持したまま退任する政権となったと述べた。
東京外国語大学名誉教授の小笠原欣幸は「（頼清徳の当選の決め手となったのは）蔡政権の外交・安全保障の路線が相対多数の支持を得ていたからである」と指摘した。
麗澤大学外国語学部教授の清水麗は「蔡英文および蔡英文政権は、決して政権発足当初から高い評価をうけていたわけではない。……しかし、その8年後、蔡英文は内外からの高い評価をうけ、台湾の尊厳を体現する存在となった」と評価した。
世論調査を発表した台湾民意基金会の会長遊盈隆は、蔡英文政権の8年間の功績と問題点は「一言で言い表すことができない」として、「国防」「外交」「同性婚合法化」「違法資産回収」のように多くの支持を得た政策から、「司法改革」「年金改革」のように議論が分かれた政策まで、成し遂げたものを批評する分野は多くあると述べた。ただし一方で「蔡英文政権は、8年間の実績に対する総合評価で国民から合格点を与えられながら退任できる、というのは重要なメッセージだ」とも述べた。
世界中のメディアでは、日本の時事通信社「存在感向上で『高評価』」、毎日新聞「存在感向上、末期まで支持失わず」や、韓国の朝鮮日報「台湾の地位を変えた『蔡英文の8年』」、アメリカのCNN「台湾を世界に知らしめ、中国に立ち向かった指導者」、イギリスのBBC「台湾の鉄の女は中国への対応を刷新」、ガーディアン「台湾を米国に近づけた蔡英文総統が退任」、フランスのル・モンド「バランスの取れた蔡英文の指導の下、嵐の中で8年間の安定」などと報じられた。